# Jacques-Yves Cousteau
Pour les articles homonymes, voir Cousteau et JYC.
Jacques-Yves Cousteau ou commandant Cousteau, né le 11 juin 1910 à Saint-André-de-Cubzac (Gironde) et mort le 25 juin 1997 à Paris 17e, est un officier de la Marine nationale, explorateur océanographique français, et un des emblèmes de l'écologie mondiale des années 1960 aux années 1990.
Surnommé « le commandant Cousteau », « JYC » ou encore « le Pacha », il est également connu pour avoir inventé et breveté avec Émile Gagnan le scaphandre autonome Cousteau-Gagnan à détendeur de plongée, considéré comme le premier scaphandre autonome de l'histoire de la plongée sous-marine, pièce essentielle à la plongée en scaphandre autonome moderne.
Les films et documentaires télévisés de ses explorations sous-marines en tant que commandant de la Calypso ont rencontré une large audience.

## Biographie

### Jeunesse et début de carrière (1910-1942)

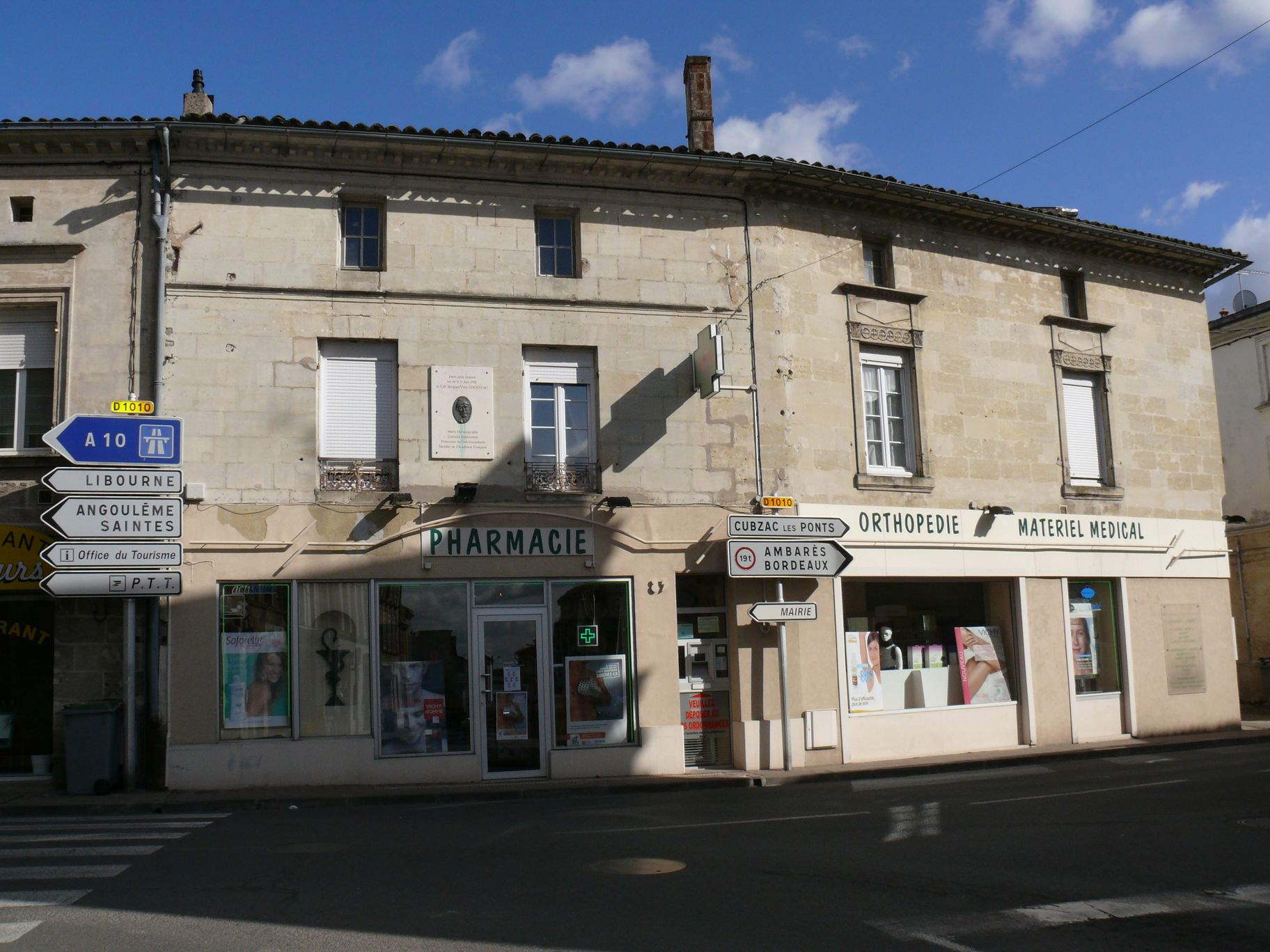
Sa maison natale, au-dessus de la pharmacie de son grand-père, à Saint-André-de-Cubzac.

Daniel Cousteau, le père de Jacques-Yves, est avocat international et assistant d'un homme d'affaires américain. Sa mère s'appelle Elizabeth Cousteau. Ses parents avaient une pharmacie à Saint-André-de-Cubzac, près de Bordeaux, où elle a tenu à accoucher (bien qu'habitant Paris depuis 1904). C'est pourquoi Jacques-Yves est né à Saint-André-de-Cubzac et y est enterré, comme ses parents.
De 1920 à 1923, la famille vit aux États-Unis où le jeune Jacques-Yves découvre en milieu lacustre (dans le Vermont) la nage et l'apnée,,.
À son retour en France, il découvre la mer dans les calanques près de Marseille, où la famille vit désormais. À cette époque, la France compte déjà un explorateur marin et polaire célèbre, dont les aventures font rêver la jeunesse : Jean-Baptiste Charcot, qui navigue à bord de son fameux navire, le Pourquoi Pas ?

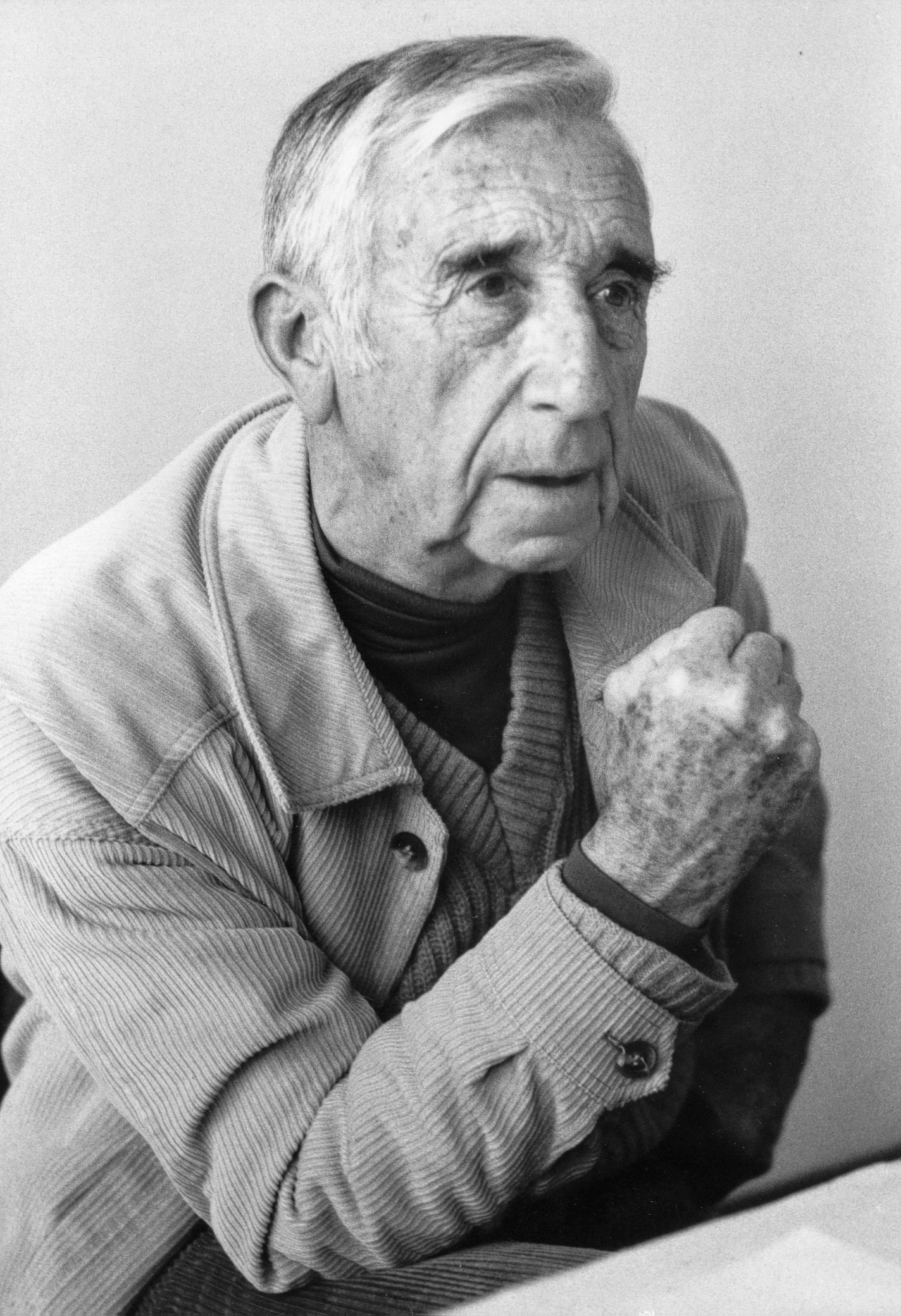
Philippe Tailliez en 1982, l'homme qui fit découvrir à Cousteau le monde sous-marin.

En 1930, après avoir fait ses classes préparatoires au collège Stanislas, à Paris, Jacques-Yves Cousteau entre à l'École navale de Brest et embarque sur la Jeanne d'Arc, navire-école de la Marine. Il devient officier canonnier en 1933. Il se destine à être pilote de l'Aéronautique navale, mais un accident de la route lui impose en 1935 une convalescence forcée à Toulon, convalescence qui prend fin en 1936 avec une affectation sur le cuirassé Condorcet. C'est à bord de ce bâtiment que Cousteau rencontre pour la première fois l'officier Philippe Tailliez, qui lui prête aussitôt des lunettes sous-marines Fernez, ancêtres des actuelles lunettes de natation. Il les utilise au Mourillon et est impressionné par la beauté de la vie sous-marine qui évolue sur le fond rocheux et dans les posidonies. Réalisant que le monde des fond marins couvre plus des deux tiers de la Terre, il décide de consacrer sa vie à l'exploration océanographique subaquatique.
Il épouse le 12 juillet 1937 Simone Melchior, fille d'un ancien contre-amiral de la Marine nationale et cadre d'Air liquide, avec qui il aura deux enfants : Jean-Michel en 1938 et Philippe en 1940. En 1938, Tailliez rencontre lors d'une chasse sous-marine un autre chasseur du nom de Frédéric Dumas, qu'il présente à Cousteau. Ainsi réunis, les trois forment un trio d'amis consacré à la recherche subaquatique, trio que Tailliez baptisera en 1975 du surnom affectueux de « Mousquemers ». Comme les mousquetaires d'Alexandre Dumas, les « Mousquemers » seront eux aussi quatre, avec Léon Vêche qui assurait leur logistique, comme le raconte Cousteau dans son livre Le Monde du Silence.
À plusieurs reprises en 1939 et 1942, ils utilisent déjà les palmes de natation de Louis de Corlieu (initialement inventées pour les sauveteurs en mer), des appareils de prises de vues sous-marines mis au point par Hans Hass, le masque de plongée avec valve de non-retour de Maurice Fernez (alimenté en air de surface par un tuba de caoutchouc), le manodétendeur de plongée pour les bouteilles d'air comprimé « Le Prieur » et deux recycleurs fonctionnant à l'oxygène pur.
Cousteau appartient alors au service de renseignements de la marine française et est envoyé à ce titre en mission à Shanghai. En 1940, il est assigné au service de contre-espionnage, à Marseille, et son commandant lui donne toutes facilités pour continuer ses expériences de plongée lorsque son service le lui permet.

### Faits de guerre (1939-1944)
Jacques-Yves Cousteau participe comme tous les marins français aux opérations alliées de septembre 1939 à juin 1940, et notamment, en tant qu'officier canonnier, à l'opération Vado contre l'Italie. Ayant des amis parmi ses homologues italiens, il rapporte avoir pleuré en service durant le bombardement de Gênes. Mis en congé d'armistice après juin 1940, comme ses collègues, il ne cesse pas ses activités pour autant et en 1941, à la demande de son voisin François Darlan monte une opération contre les services italiens de renseignement en France. Pour ses faits de guerre, Cousteau a reçu plusieurs décorations militaires dont la croix de guerre 1939-1945 « avec palme et deux citations »,. Ces distinctions lui seront cependant contestées par certains de ses coéquipiers, comme le résistant Dimitri Véliacheff, également décoré, entre-autres pour les mêmes faits, avec qui il opérait près de la frontière franco-italienne, qui était de 10 ans son aîné et son supérieur hiérarchique dans ces opérations de renseignement (dont Jacques-Yves Cousteau revendiquera la paternité après-guerre) : emprisonné et torturé à San Gimignano, Véliacheff reproche à Jacques-Yves Cousteau d'avoir fui devant la menace et abandonné la mission en cours, sans se soucier du sort du reste de l'équipe.

### Le début de la plongée sous-marine moderne (1942-1946)

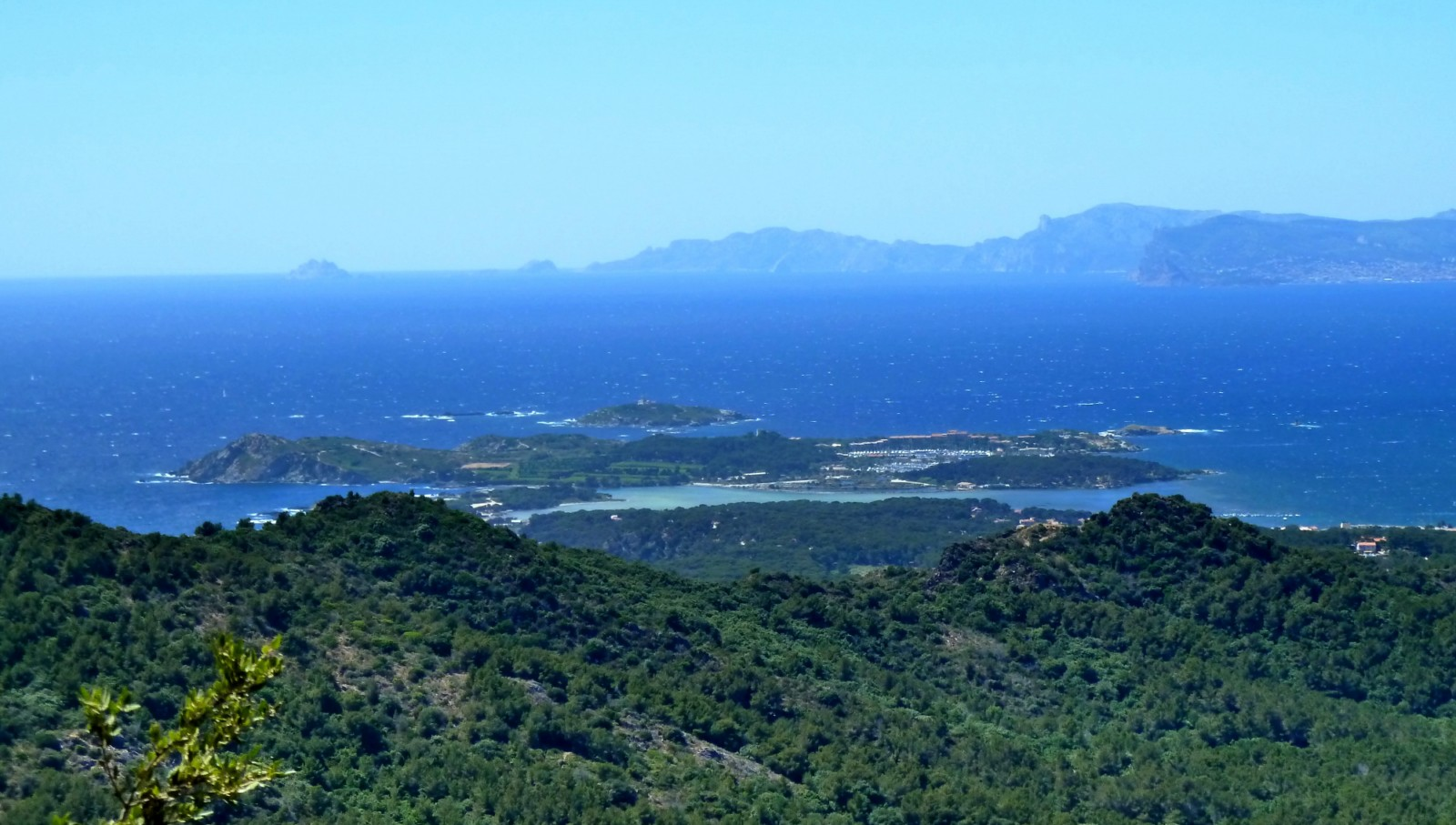
Archipel des Embiez dans le Var.

Pendant la Seconde Guerre mondiale, après l'armistice de 1940, Jacques-Yves se retrouve en « congé d'armistice ». Avec sa femme et ses enfants, il rencontre à Megève la famille Ichac. Cousteau et Marcel Ichac (cinéaste, photographe, explorateur et alpiniste) partagent la même volonté de faire découvrir au grand public des lieux inconnus et inaccessibles : pour le premier, c'est le monde sous-marin ; pour le second, c'est la haute montagne. Les deux voisins décrocheront le premier prix ex æquo du Congrès du film documentaire de 1943, pour le premier film sous-marin français : Par dix-huit mètres de fond (1942). Celui-ci a été tourné en apnée l'année précédente aux Embiez avec Philippe Tailliez (qui en écrit le commentaire) et Frédéric Dumas (qui tient le premier rôle), grâce au boîtier étanche de caméra sous-marine conçu par l'ingénieur mécanicien Léon Vèche, ingénieur des Arts et Métiers et de l'École navale. Marcel Ichac obtient, lui, le prix pour son film À l'assaut des aiguilles du Diable (1942).
En 1943, Cousteau, Tailliez et Dumas tournent Épaves, avec le soutien de l'entreprise marseillaise de renflouage Marcellin. Si Par dix-huit mètres de fond a été tourné en apnée en 1942, Épaves est le premier film sous-marin tourné à l'aide de scaphandres autonomes. Les deux prototypes utilisés dans le film sont ceux fournis par la société Air liquide ; ils sont mentionnés au générique sous l'intitulé « scaphandre autonome « Air liquide » système Cousteau ».

### Le GRS et l'Élie Monnier(1945-1949)

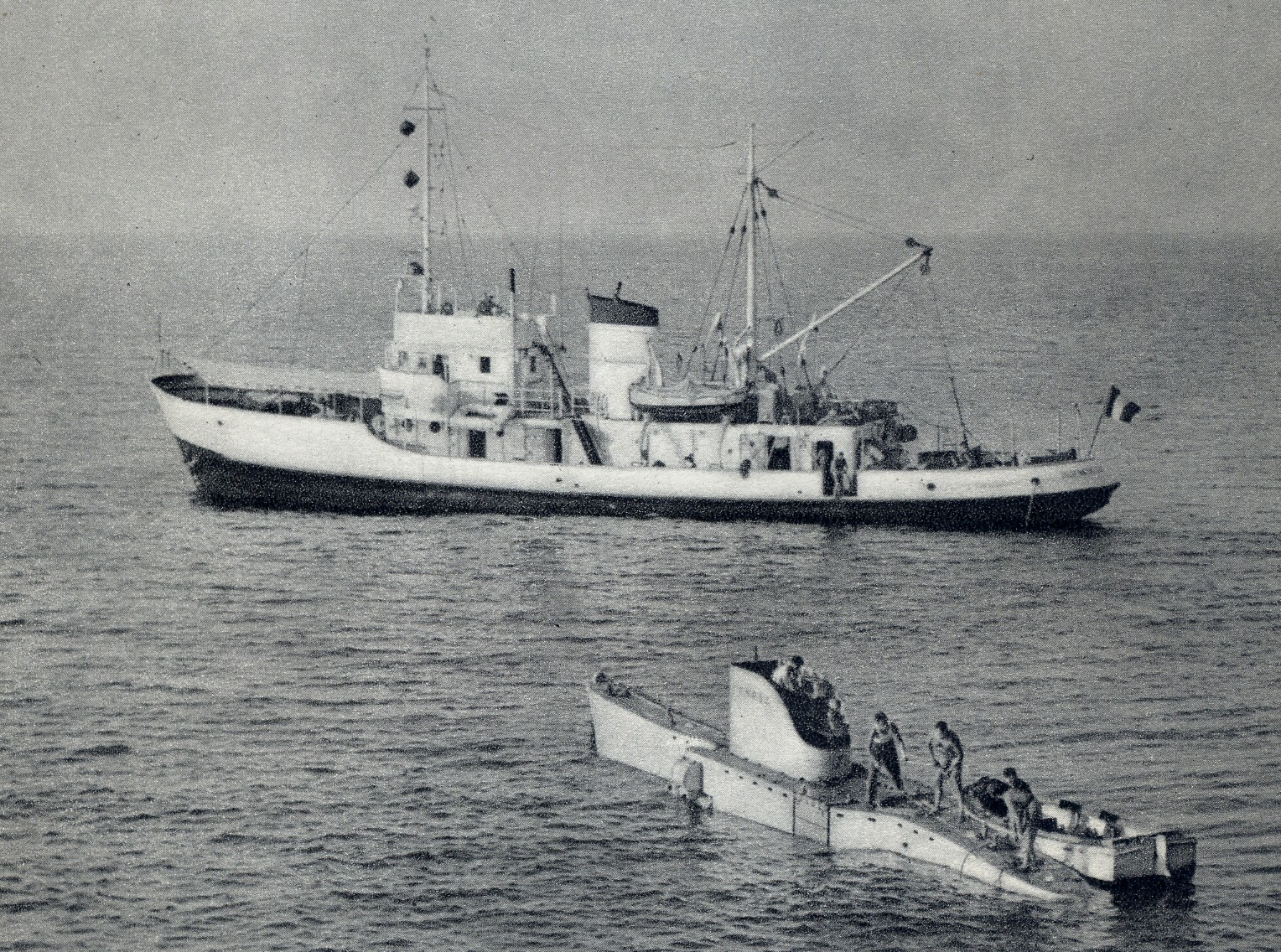
L'aviso Élie-Monnier et le FNRS3.

En 1945, Cousteau projette le film Épaves au chef d'état-major général de la marine, l'amiral André Lemonnier. Celui-ci charge Tailliez, Cousteau et Dumas de mettre en place le Groupement de Recherches Sous-marines de la Marine nationale à Toulon (GRS), connu depuis 2009 sous le nom « CEllule Plongée Humaine et Intervention Sous la MER » (CEPHISMER).

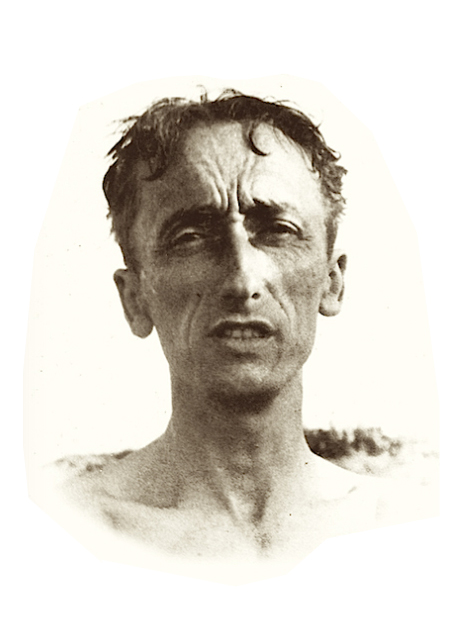
Cousteau en 1948.

En 1948, entre missions de déminage, d'exploration sous-marine et d'essais technologiques et physiologiques, Cousteau entreprend une première campagne en Méditerranée à bord de l’Élie-Monnier, aviso base du GRS avec Philippe Tailliez, Frédéric Dumas, Jean Alinat et le cinéaste Marcel Ichac. L'équipe explore aussi l'épave romaine de Mahdia en Tunisie. L'expédition est considérée par Tailliez comme la « première opération sous-marine de grande envergure comportant exploration et travail par grande profondeur, en scaphandre autonome ». Cousteau et Marcel Ichac rapportent de cette expédition le film Carnet de plongée, présenté lors du Festival de Cannes 1951. En 1957, l'assistant de Marcel Ichac, Jacques Ertaud, réalise sur la galère de Mahdia son film La Galère engloutie.
Cousteau, Tailliez, Dumas et l’Élie-Monnier participent ensuite au sauvetage du bathyscaphe du professeur Jacques Piccard, le FNRS II (qui venait d'être perdu en mer à la suite d'une immersion d'essai sans équipage), lors de l'expédition de 1949 à Dakar. À la suite de ce sauvetage, la Marine nationale veut réutiliser la sphère du bathyscaphe pour réaliser le FNRS III, ce qui sera impossible, « le flotteur du FNRS 2 [...], n'est plus en effet qu'un amas de ferraille ».
Les aventures de cette période sont racontées dans les deux livres, Le Monde du silence de Jacques-Yves Cousteau, James Dugan et Frédéric Dumas (en 1953) et Plongées sans câble de Philippe Tailliez (en 1954).
En 1958, avec Tailliez, Alinat, Morandière, Dumas, Broussard, Lehoux, et Girault, il est diplômé d’honneur de plongée par la nouvelle FFESSM, ainsi nommée depuis 1955, après avoir été créée en 1948 par Jean Flavien Borelli (décédé en 1956) sous le nom de FSPNES.[réf. nécessaire]

### LaCalypsoet les campagnes océanographiques françaises (1949-1972)

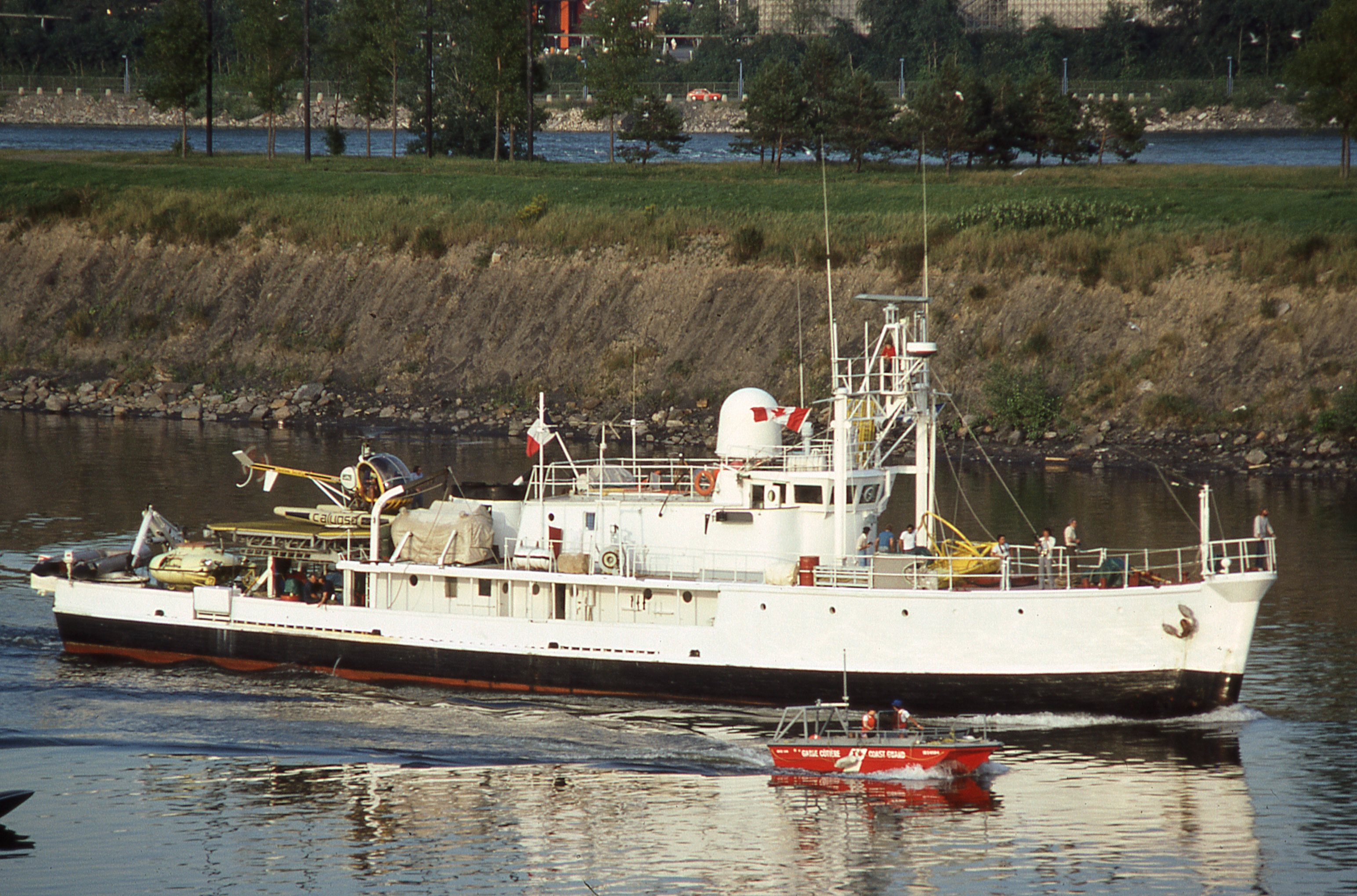
Le navire Calypso à Montréal en 1980.

En 1949, ayant atteint le grade de capitaine de corvette, Cousteau quitte la Marine pour fonder les « Campagnes océanographiques françaises » (COF) en 1950. Depuis 1950, année où Abenteuer im Roten Meer (« Aventures en Mer Rouge » de Hans Hass) a été primé à la Biennale de Venise, Cousteau a un projet de film sous-marin en couleurs mais il lui faut des moyens et, pour cela, il doit convaincre des mécènes : 19 juillet 1950, à Nice, le millionnaire Loel Guinness lui achète le navire océanographique la Calypso,, avec lequel il peut parcourir le globe. Il effectue d'abord des fouilles archéologiques sous-marines en Méditerranée, en particulier sur le site du Grand-Congloué en 1952. Son équipage est composé de grands noms de la plongée française : Frédéric Dumas, Albert Falco, André Laban, Claude Wesly, Jacques Ertaud, Pierre Labat, André Galerne.

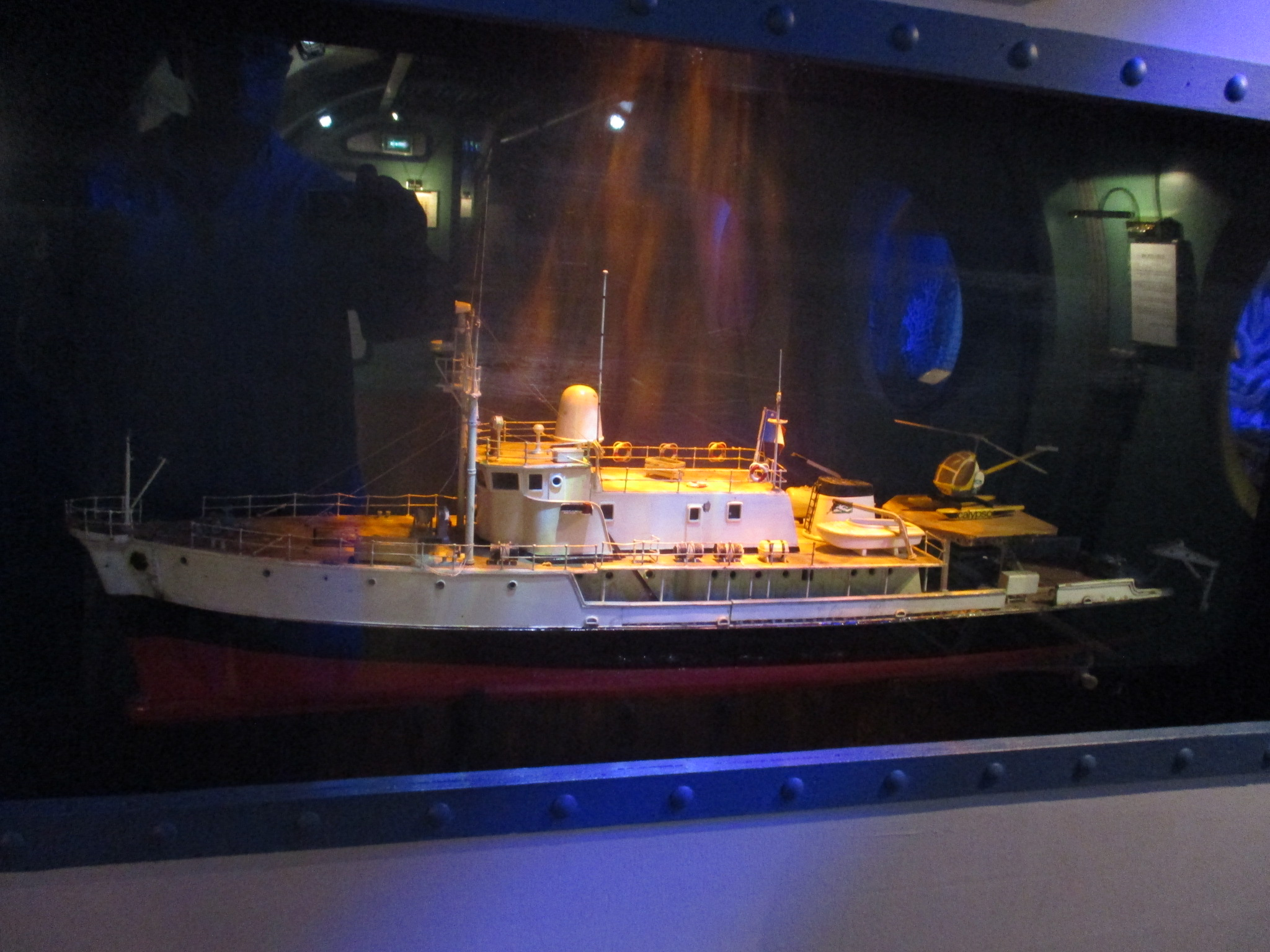
Modèle réduit de la Calypso au musée des modèles réduits du Vieux-Port de La Rochelle.

En 1953, Cousteau et Dumas narrent les expériences subaquatiques réalisées depuis le milieu des années 1930 dans un livre, le Monde du silence. Le film, coréalisé par Cousteau et Louis Malle en 1955, ne reprend pas du livre éponyme les scènes sous-marines qui y sont décrites, celles du film ayant été tournées en Méditerranée, mer Rouge, océan Indien et golfe Persique indépendamment des événements décrits dans le livre. La Calypso en devient la base, le lieu secondaire et la vedette discrète. Le documentaire obtient la Palme d'or au Festival de Cannes lors de sa sortie en salles l'année suivante, en 1956. On y voit déjà Cousteau et son équipage porter le bonnet rouge qui, quelques années plus tard, deviendra leur emblème : ce bonnet est un hommage aux anciens scaphandriers « pieds-lourds » à casque qui le portaient sous leur bonnet en caoutchouc pour amortir les coups de tête qu'ils donnaient dans le clapet anti-retour de leur casque pour augmenter le débit d'air ; selon Alain Perrier, sa couleur remonte au temps du bagne de Toulon, lorsque des bagnards ou d'anciens bagnards étaient « désignés volontaires » pour les interventions dangereuses en scaphandre ; en effet le bonnet de bagnard était rouge.

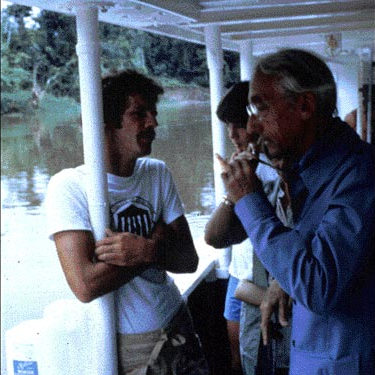
À bord de la Calypso, dans les années 1970.

En 1957, Jacques-Yves Cousteau est élu à la direction du musée océanographique de Monaco et est admis à l'Académie nationale des sciences des États-Unis.

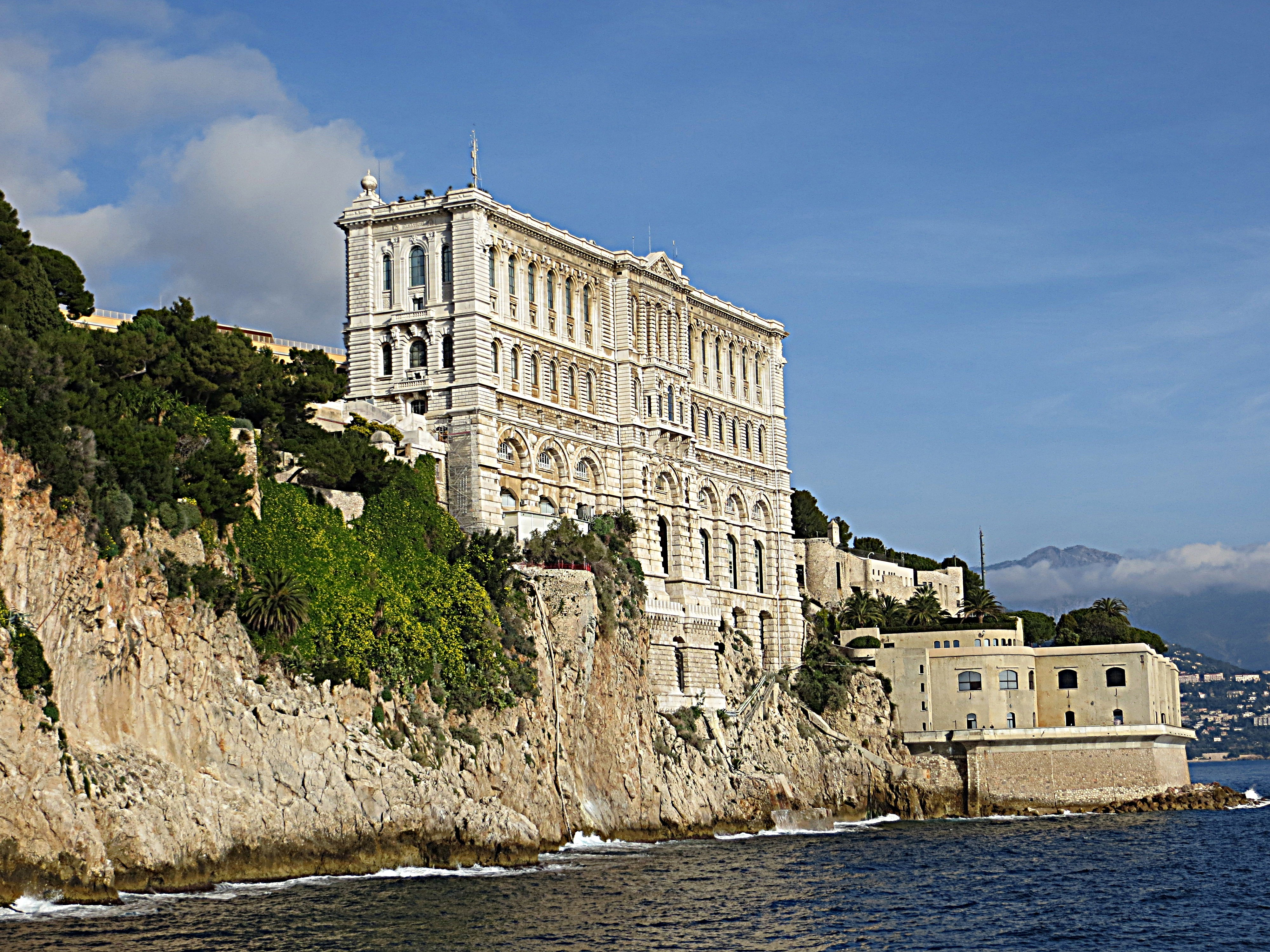
Musée océanographique de Monaco, dont Cousteau est directeur de 1957 à 1988.

Dans les années 1960, il dirige au large de Cagnes-sur-Mer et en mer Rouge les expériences Précontinent de plongées en saturation lors d'immersions de longue durée ou d'expériences de vie dans des maisons sous la mer, avec son sous-marin de poche SP-350. Le film Le Monde sans soleil relate ces aventures et obtiendra l'oscar du meilleur film documentaire en 1965.
Entre 1970 et 1972, il prend, grâce à son bathyscaphe, des milliers de photos des fonds marins sur lesquels devaient être posées les conduites du futur gazoduc algérien, Transmed.
En 1972, il est nommé commandeur de la Légion d'honneur au titre du premier ministre.
La même année, il remet en ordre le squelette d'une baleine à bosse dépecée en Antarctique par des chasseurs de cétacés, près de la base brésilienne Comandante Ferraz pour rappeler l'extermination des espèces animales au XXe siècle.

### La Cousteau Society (1973-1990)

Logo du Parc océanique Cousteau représentant une baleine bleue autour du globe terrestre, avec le visage de JYC dans sa palette caudale, et les autres logos utilisés par Jacques-Yves Cousteau durant sa carrière.

Philippe Cousteau et des membres de l'équipe Cousteau en 1976, avec leur hydravion PBY Catalina Calypso II.

L'année 1973 voit les Campagnes océanographiques françaises laisser place à une société humoristiquement baptisée Les Requins associés tandis qu'aux États-Unis est créée la Cousteau Society, ultérieurement basée à Norfolk, en Virginie.
En 1975, Cousteau retrouve l'épave du Britannic, navire-jumeau du Titanic, par 120 m de fond. Il doit attendre 1976 pour plonger sur l'épave et pénétrer à l'intérieur de celle-ci. Aussi en 1975, en décembre, la Cousteau Society lance une expédition en Antarctique et tourne le troisième et dernier film documentaire à métrage long de Cousteau, Voyage au bout du monde, que ce dernier coréalise avec son fils Philippe Cousteau. Alors qu'un drame était survenu lors de l'expédition, le second du bord de la Calypso, Michel Laval, ayant été tué accidentellement et tragiquement à terre, sur l'île de la Déception, par l'hélice de queue de l'hélicoptère de l'expédition, le tournage se poursuit et le film sort en salles, en France, en novembre 1976.

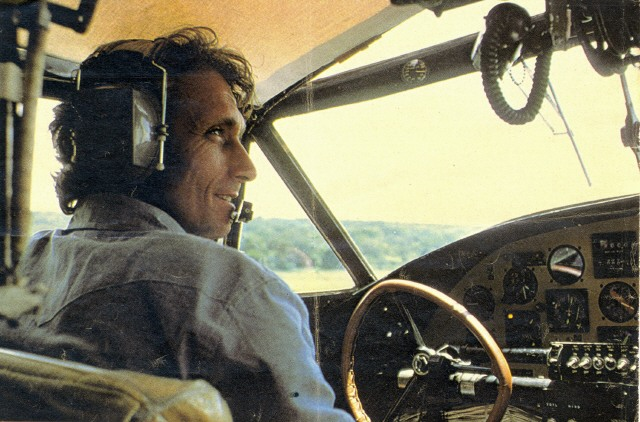
Philippe Cousteau aux commandes de son PBY Catalina Calypso II sur le lac Victoria en Afrique en 1978.

Le 28 juin 1979, lors d'une mission de la Calypso au Portugal, son second fils et successeur désigné, Philippe, avec lequel il coproduit tous ses films depuis 1969, meurt accidentellement à l'age de 38 ans, frappé par l'hélice de son hydravion PBY Catalina Calypso II (Flying Calypso),. Cousteau en est profondément affecté. Il appelle par la suite son fils aîné Jean-Michel Cousteau à poursuivre son aventure océanographique ses côtés, jusqu'en 1991.
En 1981, Jacques-Yves Cousteau se rapproche de la mairie de Norfolk (Virginie) pour construire un « parc océanique » dont la particularité serait de ne contenir ni aquarium public, ni animaux vivants. Cette ville abritant la base navale de Norfolk, la plus grande des États-Unis, la municipalité désire aussi valoriser les activités de la Navy. Cousteau se montre intransigeant sur le concept purement civil du parc et n'accepte pas de le modifier. Le projet se chiffre à vingt-cinq millions de dollars et Cousteau s'engage à hauteur de cinq millions. La ville abandonne la partie en 1987 car elle considère que le commandant tarde à apporter sa contribution.

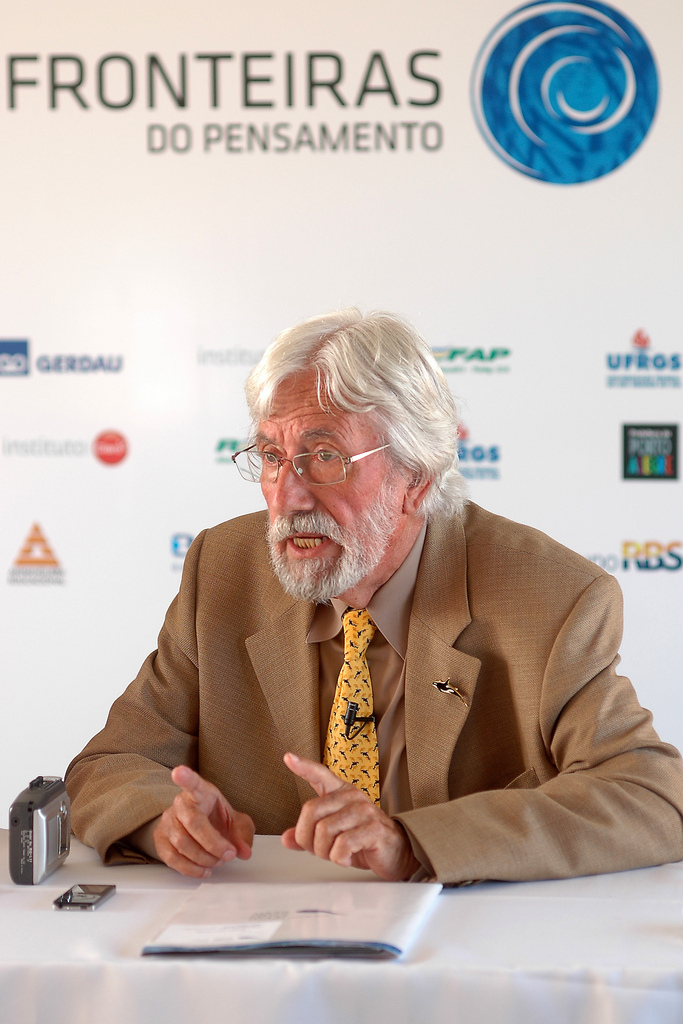
Jean-Michel Cousteau, lors d'une conférence en 2010.

En 1985, le navire océanographique expérimental à turbovoile Alcyone, conçu par le commandant Cousteau, est mis à l'eau au port de La Rochelle (suivit d'un second projet de bateau expérimental Calypso II à turbovoile, arrêté en 1997, à la suite de la disparition du commandant).
Le commandant et son fils Jean-Michel concrétisent leur projet de parc océanique Cousteau du Forum des Halles de Paris (inauguré en juillet 1989, avec un coût de 120 millions de francs français, soit 18,3 millions €) avec l'idée de ne mettre aucun animal en captivité mais de jouer sur la puissance de l'image et du son pour plonger le visiteur au cœur des mers et des océans. Les actionnaires sont des investisseurs publics et privés ainsi que Jacques-Yves Cousteau à hauteur de 10 % et Jean-Michel Cousteau à hauteur de 2 %. L'amortissement comptable du parc est cependant trop lent pour les autres investisseurs qui attendaient plus rapidement des bénéfices plus élevés. Le dépôt de bilan est prononcé le 16 juillet 1991 et le parc ferme définitivement ses portes en novembre 1992 après avoir tout de même accueilli 920 000 visiteurs en deux ans : son site, très convoité, est absorbé par l'agrandissement du multiplexe UGC Ciné Cité Les Halles.
Ces années sont riches en récompenses pour Cousteau avec le « Pahlavi Prize » du Programme des Nations unies pour l'environnement reçu en 1977 avec Peter Scott puis le Palmarès mondial des 500 en 1988. Il devient par ailleurs membre de l'Académie du royaume du Maroc.

Cousteau avec le président de l'Unesco Federico Mayor Zaragoza en 1989.

Il devient officier de l'ordre du Mérite maritime en 1980 et lauréat du prix Claude Foussier de l'Académie des sports, pour ses actions de protection de la nature et de la qualité de la vie en 1983. En 1985, le président des États-Unis Ronald Reagan lui décerne la médaille présidentielle de la Liberté et il devient Grand-Croix de l'Ordre national du Mérite. Le 24 novembre 1988, il est élu à l'Académie française et succède à Jean Delay au 17e fauteuil. Sa réception officielle sous la Coupole a lieu le 22 juin 1989, la réponse à son discours de réception étant prononcée par Bertrand Poirot-Delpech. Erik Orsenna lui succède le 28 mai 1998.

### Les années 1990
Son épouse Simone Cousteau disparaît d'un cancer le 1er décembre 1990. Égérie de l'Équipe Cousteau qui l'a surnommée « la bergère », elle a passé plus de temps que son mari à bord de la Calypso. Cousteau attend sept mois pour se remarier le 28 juin 1991 avec Francine Triplet dont il a déjà deux enfants : Diane Élisabeth en 1979 et Pierre-Yves en 1981. Francine Cousteau prend la tête de la Fondation Cousteau et de la Cousteau Society pour poursuivre l'œuvre de son mari ; Jean-Michel Cousteau en fait autant de son côté, ultérieurement suivi par ses descendants et ceux de son frère Philippe. Cette dissociation devient publique en 1996, lorsque Jacques-Yves Cousteau, poursuivant en justice Jean-Michel qui souhaite ouvrir un centre de vacances « Cousteau » dans les îles Fidji, donne des interviews, où il a des mots humiliants pour son fils.
En 1992, Jacques-Yves Cousteau est le seul « non-politique » à être invité, à titre d'expert, à la conférence des Nations unies sur l'environnement et le développement à Rio de Janeiro. Il devient alors conseiller régulier de l'ONU et plus tard de la Banque mondiale ainsi que président du Conseil pour les droits des générations futures,.

### Mort

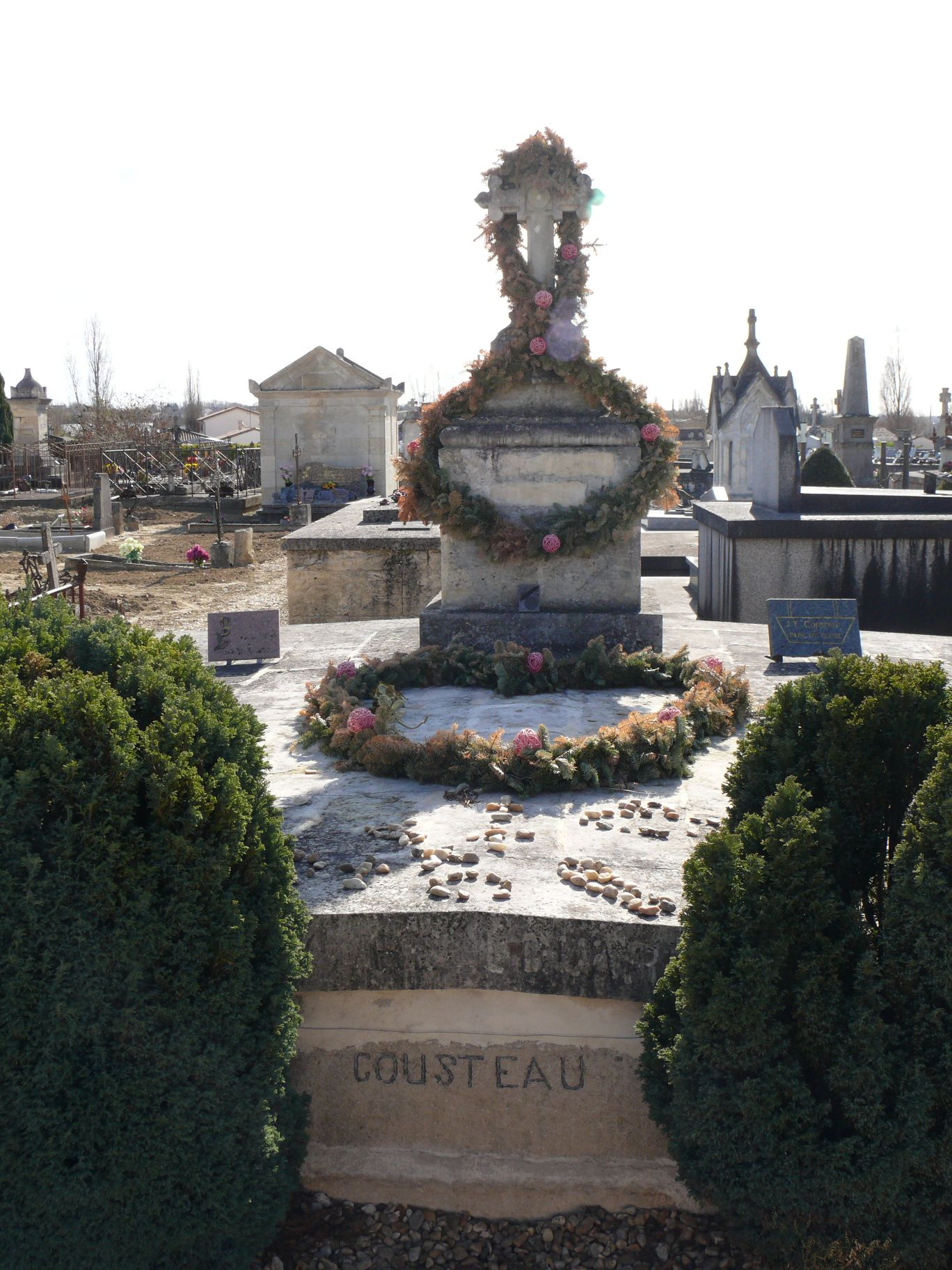
Le caveau de la famille Cousteau, à Saint-André-de-Cubzac en Gironde.

Jacques-Yves Cousteau s'éteint le 25 juin 1997, à l'age de 87 ans, dans le 17e arrondissement de Paris. Il lègue la totalité et l'exclusivité des droits liés à l'usage de son nom, son image et son œuvre à sa Cousteau Society avec la mission de poursuivre son œuvre. Sa disparition est ressentie jusqu'aux États-Unis et au Canada, où il était l'un des Français les plus populaires,. James Cameron par exemple déclare « tenir sa veine écologique » des films de Cousteau : 

« Il a développé l’imagination de toute une génération. Je pense qu’il a eu un impact profond sur tous les hommes de la planète. »

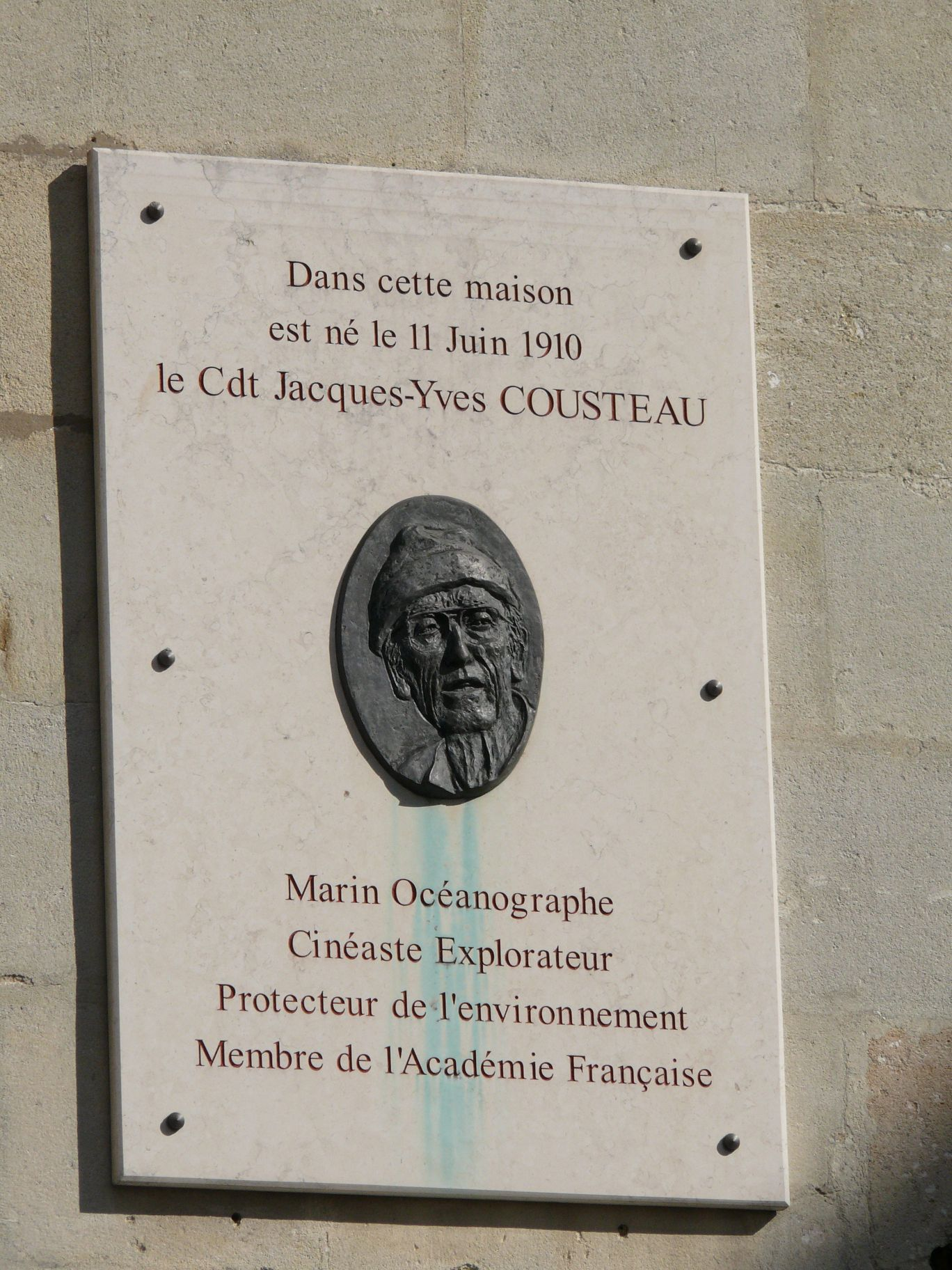
Plaque commémorative sur la maison natale du commandant Cousteau, à Saint-André-de-Cubzac.

Ses obsèques ont lieu à la cathédrale Notre-Dame de Paris devant un parterre de personnalités de renom, comprenant sa famille pour une fois réunie sinon conciliée, plusieurs de ses pairs académiciens, des anciens de la Calypso et de la marine, et des politiques français et étrangers, anciens ou en exercice. Il est inhumé dans le caveau familial de sa ville natale de Saint-André-de-Cubzac (Gironde). Sa ville lui rend hommage par l'inauguration d'une « rue du Commandant Cousteau », qui mène à sa maison natale (l'ancienne pharmacie de son grand-père), et la pose d'une plaque commémorative sur celle-ci.

## Inventions et innovations

### Le scaphandre autonome moderne

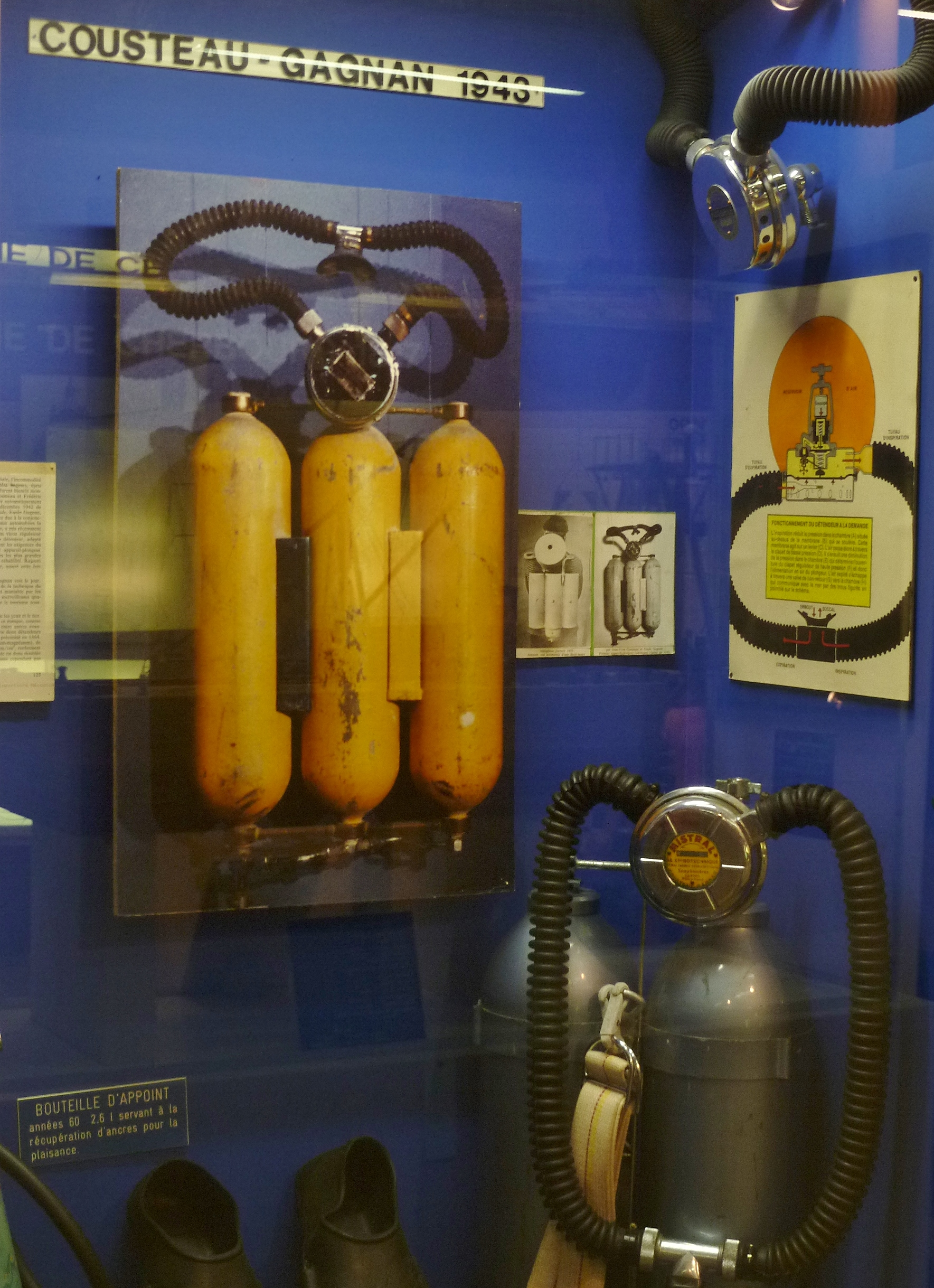
Invention du scaphandre autonome Cousteau-Gagnan à détendeur de plongée, par Cousteau et Émile Gagnan, du musée du Scaphandre d'Espalion dans l'Aveyron.

Parmi les appareils et technologies que Cousteau et ses amis Dumas et Tailliez essayent entre 1938 et 1942 se trouvent l'appareil avec valve de non-retour de Maurice Fernez (alimenté en air de surface par un tube de caoutchouc), le détendeur « Le Prieur » réglable à la main et deux recycleurs à l'oxygène pur. Ils abandonnent l'utilisation de l'appareil Fernez lorsqu'un jour Dumas subit une rupture du tube flexible d'alimentation en air. L'appareil « Le Prieur » ne correspond pas non plus à leurs attentes car il doit être réglé manuellement pour la libération de l'air comprimé, qui en débit constant représente un gâchis important de la réserve d'air. Quant aux appareils à oxygène pur, Cousteau les fait fabriquer par des armuriers de la Marine, en s'inspirant du recycleur Davis de la Royal Navy. Il les essaye en 1939, chacun d'eux en deux occasions différentes, et lors de chaque essai, ayant atteint respectivement les profondeurs de dix-sept et de quinze mètres, il subit de graves symptômes liés à l'hyperoxie et perd connaissance. Il survit à chaque fois en ayant été assisté par des marins restés en surface pour le secourir en cas de besoin. Ces accidents, qui se soldèrent chacun par des noyades évitées de justesse, lui suffirent pour arrêter les expériences avec l'oxygène.

« Aqua Lung/La Spirotechnique ».

L'élaboration du prototype du premier détendeur moderne commence en décembre 1942, lorsque Cousteau rencontre Émile Gagnan. Ce dernier, ingénieur chez Air liquide, avait obtenu de la société Bernard Piel un détendeur Rouquayrol-Denayrouze et l'avait adapté pour faire fonctionner des gazogènes de voiture car l'occupant allemand réquisitionnait l'essence. Il avait déposé à ce sujet un brevet de détendeur miniaturisé en bakélite. Henri Melchior, son patron, pense alors que ce détendeur peut rendre service à son gendre, Jacques-Yves Cousteau. Il met en contact les deux hommes, qui déposent alors en 1943 leur brevet de scaphandre autonome Cousteau-Gagnan moderne. C'est une amélioration et une modernisation des brevets d'inventions du détendeur de Rouquayrol et Denayrouze au XIXe siècle et des bouteilles du début du XXe siècle : les bouteilles d'air comprimé de la société Air liquide sont beaucoup plus sûres et à plus grande capacité en réserve d'air que ne l'est le réservoir en fer de Rouquayrol et de Denayrouze.
En 1946, Cousteau et Gagnan créent, au sein d'Air liquide, la société « La Spirotechnique », qui est encore de nos jours la sous-division d'Air liquide destinée à la commercialisation de détendeurs et autres équipements de plongée et siégeant actuellement à Carros, près de Nice. Cette même année, la Spirotechnique commence la commercialisation du premier détendeur moderne mis sur le marché, le « CG45 » (« C » pour Cousteau, « G » pour Gagnan et « 45 » pour 1945, année de son brevet). Ouverte ainsi au grand public, la plongée autonome, de loisir ou professionnelle, est progressivement devenue une activité connue de tous. Grâce aux brevets déposés, Cousteau reçoit 5 % du chiffre d'affaires de La Spirotechnique par an.

### Autres inventions et innovations

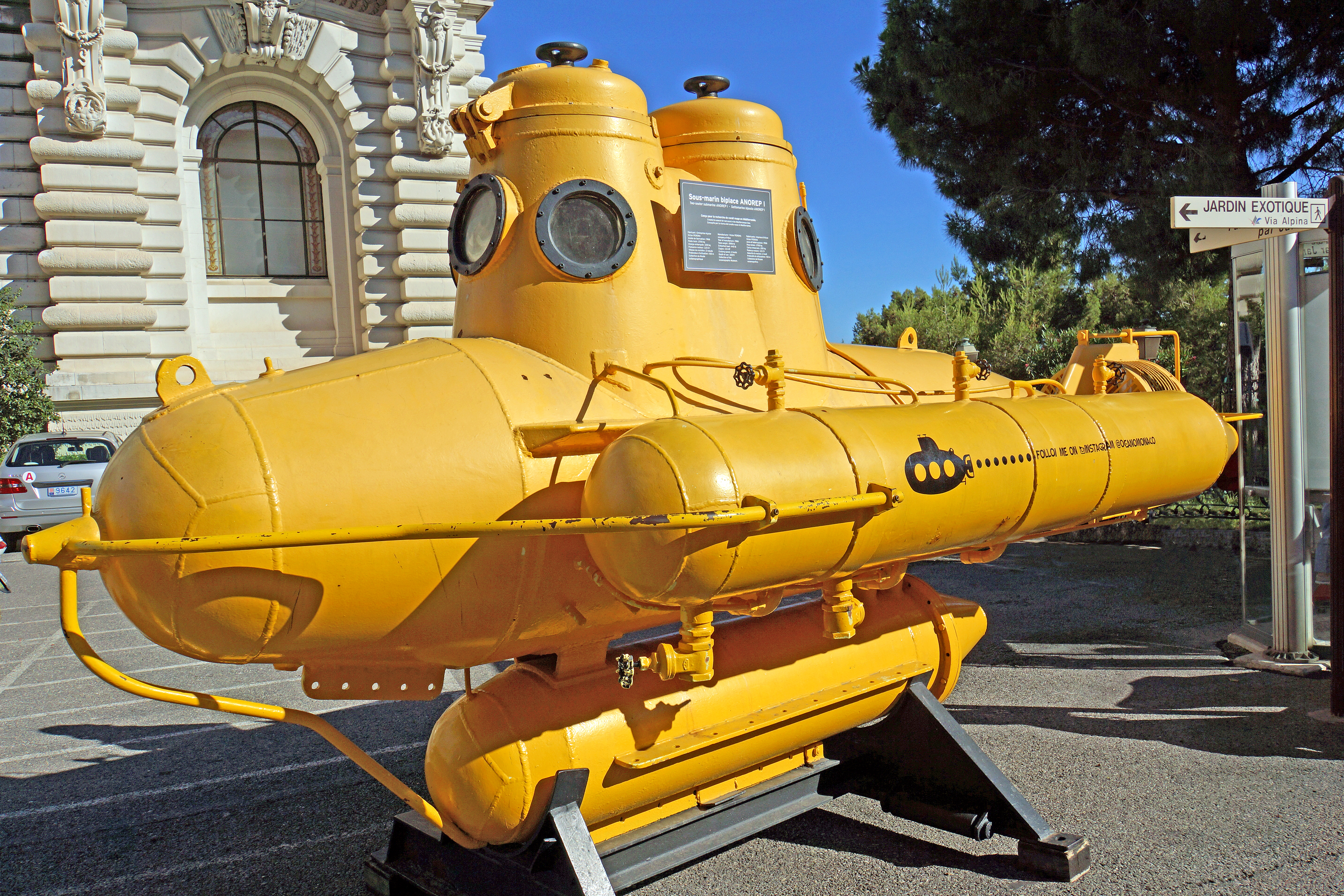
LAnorep I (1966) du musée océanographique de Monaco.

En 1946, Jacques-Yves Cousteau améliore le vêtement dit « à volume constant » (dont le principe existait déjà,), destiné aux eaux très froides. Le plongeur le gonfle d'air en soufflant directement dans son masque et obtient de la sorte non seulement un système de stabilisation mais aussi un isolement thermique efficace. Ce vêtement est l'ancêtre des actuelles combinaisons étanches.

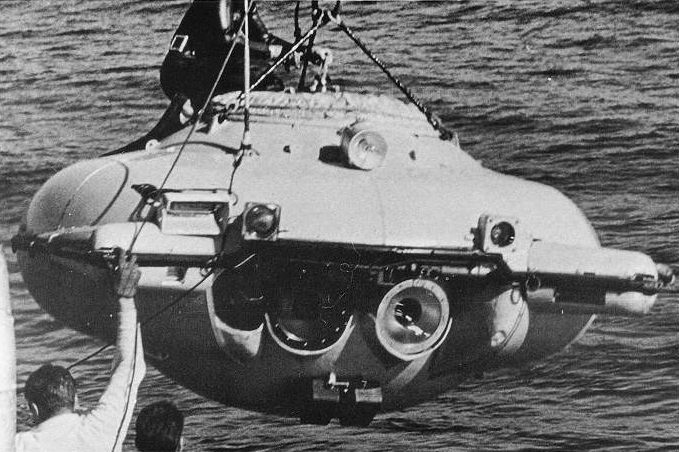
Son sous-marin de poche soucoupe plongeante SP-350 de 1959.

Avec l'aide de Jean Mollard, il crée dans les années 1950 le sous-marin de poche « soucoupe plongeante (SP-350) », un véhicule sous-marin à deux places, piloté par Albert Falco et André Laban, et qui peut atteindre une profondeur de 350 m. L'expérience réussie est rapidement répétée en 1965 avec deux sous-marins de poche SP-500 qui peuvent atteindre 500 m de profondeur, suivit de l'Anorep I de 1966 et de la SP-3000 de 1966, un bathyscaphe capable de plonger à 3000 m, avec la Délégation générale à la recherche scientifique et technique (DGRST), réalisée en 1969 sous le nom de Cyana par le CNEXO (devenu IFREMER) et lancée en 1971.
S'inspirant de l'effet Magnus, il crée avec l'ingénieur Lucien Malavard le principe de la turbovoile qui équipe son navire océanographique expérimental Alcyone de 1985, suivit du Calypso II, arrêté en 1997, à la suite de sa disparition,.

## Cousteau et l'environnement

### Antécédents
Philippe Tailliez avait déjà une vision environnementaliste de la mer et de la Terre, et sa fréquentation a peu-à-peu modifié la façon de voir de Cousteau, transformant l'officier canonnier en ce que les journalistes décriront plus tard comme un « missionnaire de l’environnement » capable d'« émerveiller le public », même s'il trouvait au départ normal de chasser les animaux marins pour produire des images spectaculaires dans ses films,. De plus, les campagnes océanographiques et cinématographiques de Cousteau ayant eu lieu sur plus de 50 ans (1945-1997), il put par lui-même constater la dégradation des milieux in situ, précisément mesurée par les nombreux scientifiques invités sur la Calypso et décrite par Yves Paccalet. Ainsi, il devient progressivement un défenseur de l’environnement et met à profit sa notoriété mondiale, pour promouvoir l’idée de « la Terre, vaisseau spatial limité et fragile, à préserver ».

### Actions de protection de l’environnement

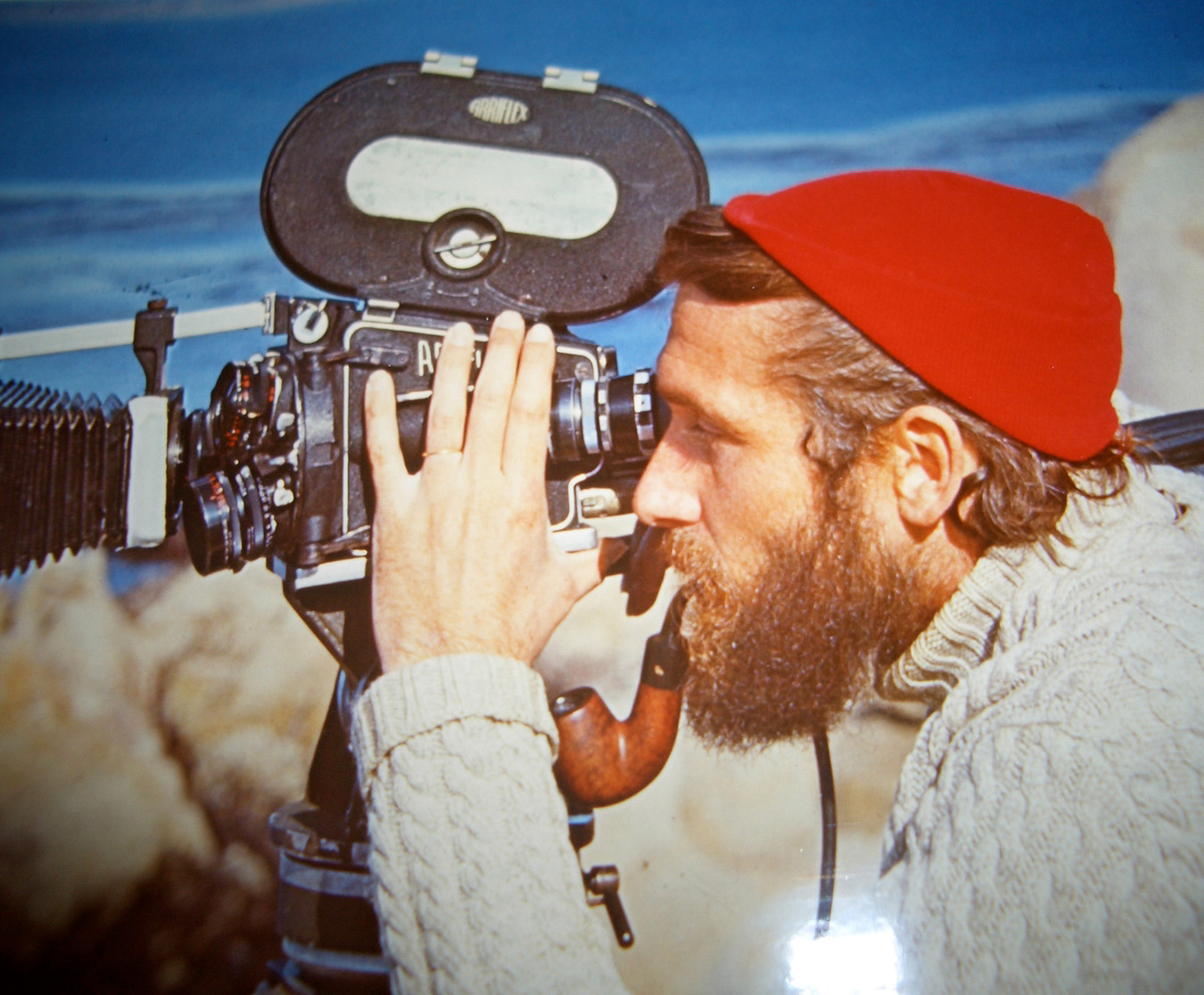
Philippe Cousteau et sa caméra de documentaire des années 1970.

En octobre 1960, 6 500 fûts de déchets représentant 2 000 tonnes de déchets radioactifs doivent être immergés entre la Corse et Antibes par le CEA. Cousteau organise avec le Prince Rainier une campagne de presse qui émeut la population riveraine de la Méditerranée. Cette campagne est l’une des premières menées en France au nom de la préservation de l’environnement. L'opération est finalement reportée par le gouvernement français le 12 octobre et seulement vingt fûts dits « inactifs » sont immergés, « à titre expérimental »,,. La mobilisation de Cousteau contre ce projet voulu par le général de Gaulle, revenu au pouvoir en 1958, lui sera longtemps reprochée par ce dernier, qui lui en voudra comme le rapporte Yves Paccalet. Lorsque les deux hommes se rencontrent à l’automne 1960 au musée océanographique de Monaco, de Gaulle enjoint le commandant de la Calypso à faire montre de davantage d’amabilité à l’égard de « [ses] atomistes ». Ce à quoi Cousteau rétorque que ceux-ci devraient en faire de même à leur égard.[réf. nécessaire]

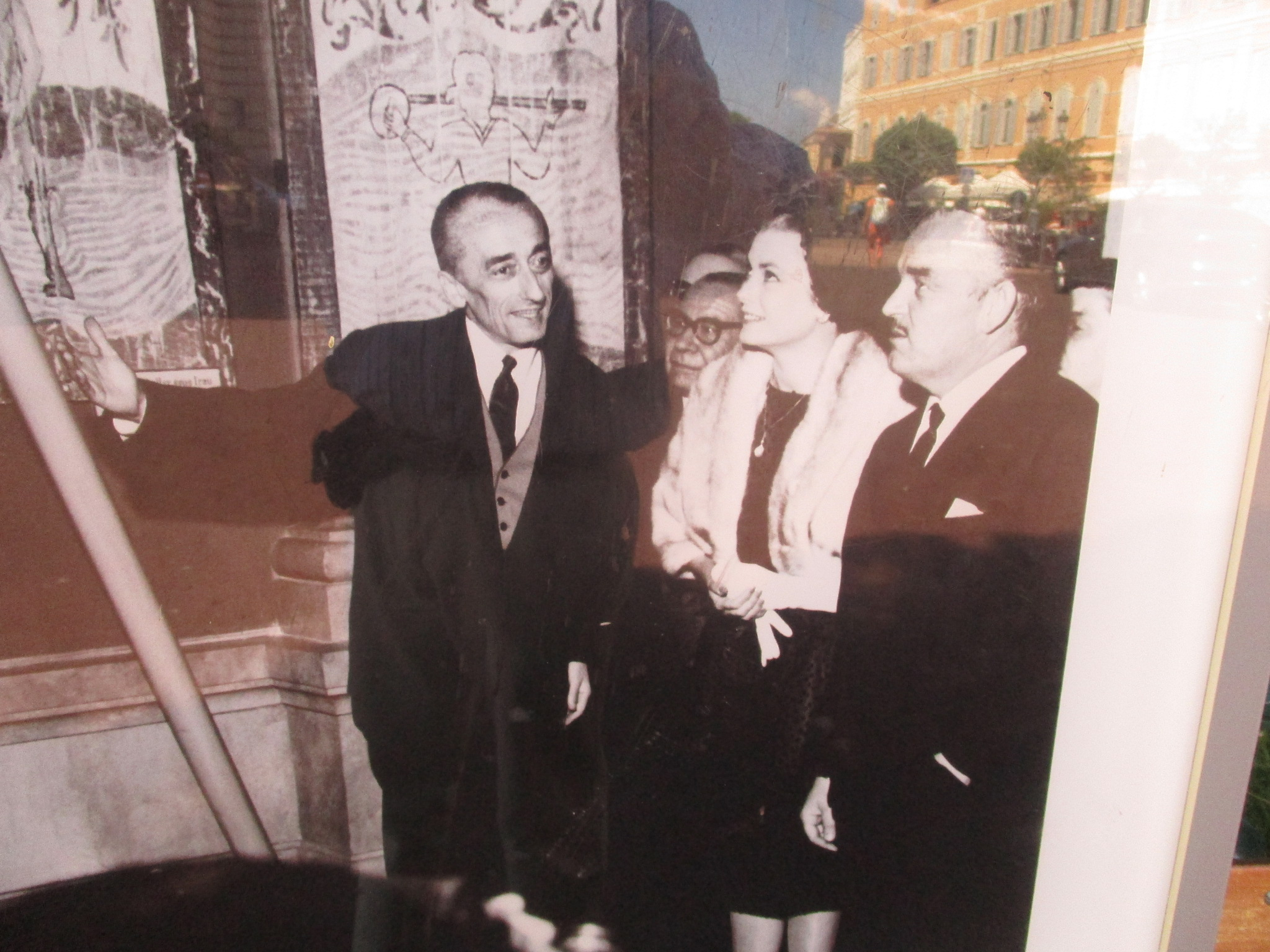
Visite du musée océanographique de Monaco par le prince Rainier III et son épouse Grace Kelly, avec le commandant Cousteau (directeur du musée de 1957 à 1988).

La rencontre avec la télévision américaine (ABC, Metromedia, NBC) donne naissance à la série L'Odyssée sous-marine de l'équipe Cousteau, destinée à donner aux films un style « aventures personnalisées » plutôt que « documentaires didactiques ». À leur sujet, Cousteau explique : « les gens protègent et respectent ce qu'ils aiment et pour leur faire aimer la mer, il faut les émerveiller autant que les informer »,.

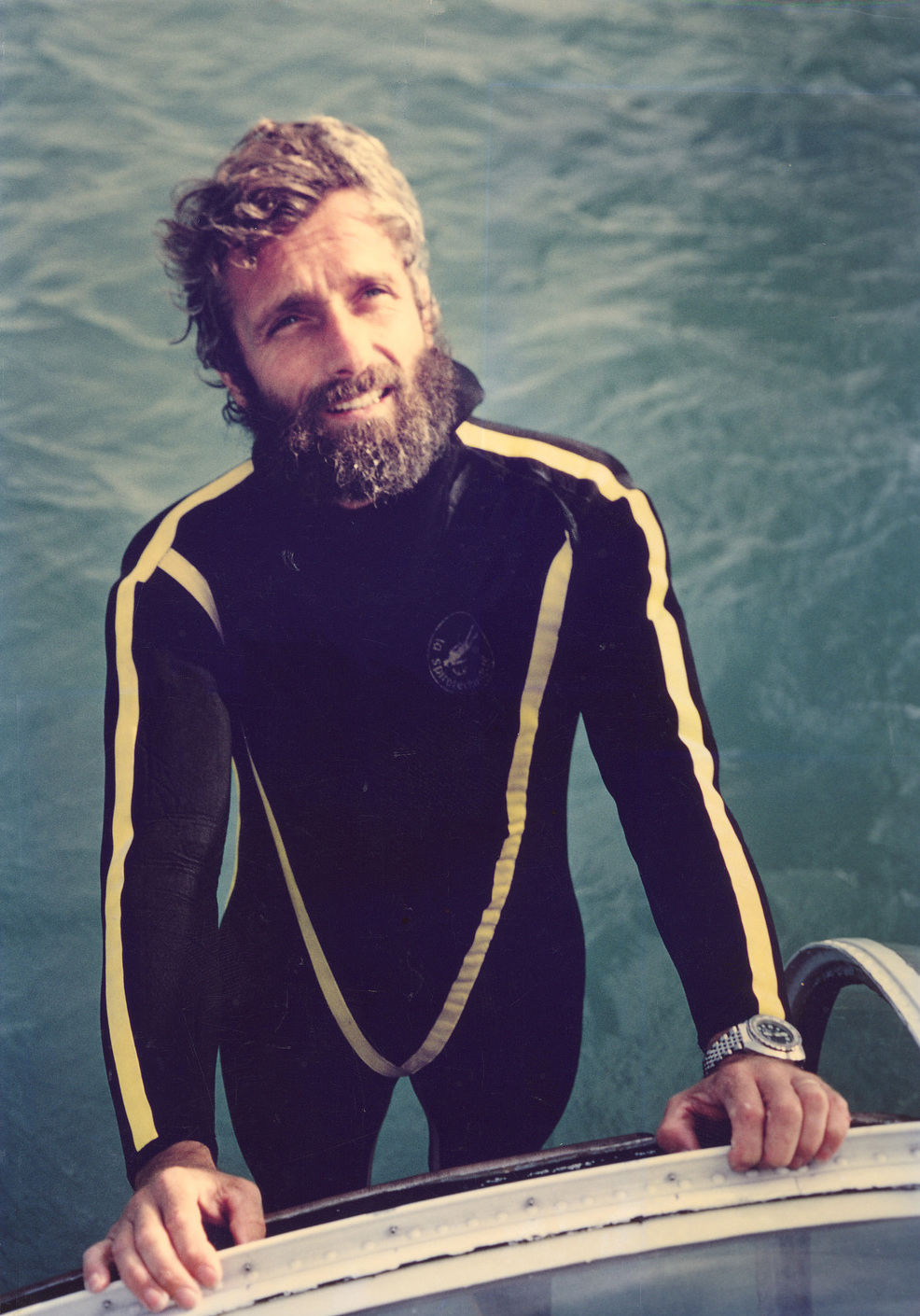
Philippe Cousteau en 1975.

En 1973, il crée aux États-Unis The Cousteau Society, une entreprise consacrée « à la protection des milieux aquatiques, maritimes et fluviaux pour le bien être des générations actuelles et futures ». En 2011, elle revendique plus de 50 000 membres.
En 1983, les signataires du traité qui protégeait l'Antarctique depuis 1959, commencent à négocier le droit d'exploiter les ressources minières du continent. En 1988, la convention de Wellington prévoit d'autoriser des zones d'activités minières. Plusieurs ONG, dont Greenpeace, s'opposent à ce projet et Cousteau s'engage également pour cette cause, notamment à la suite du naufrage de l'Exxon Valdez,. Il présente une pétition d'environ 1,2 million de signatures au gouvernement français qui refuse, ainsi que l'Australie, de signer la convention. En 1990, avec six enfants venus des six continents, il « vient prendre symboliquement possession de l'Antarctique au nom des générations futures ». En 1991, le protocole de Madrid établit une protection globale de l'environnement en Antarctique pendant au moins cinquante ans.

### La découverte du monde sous-marin par le grand public

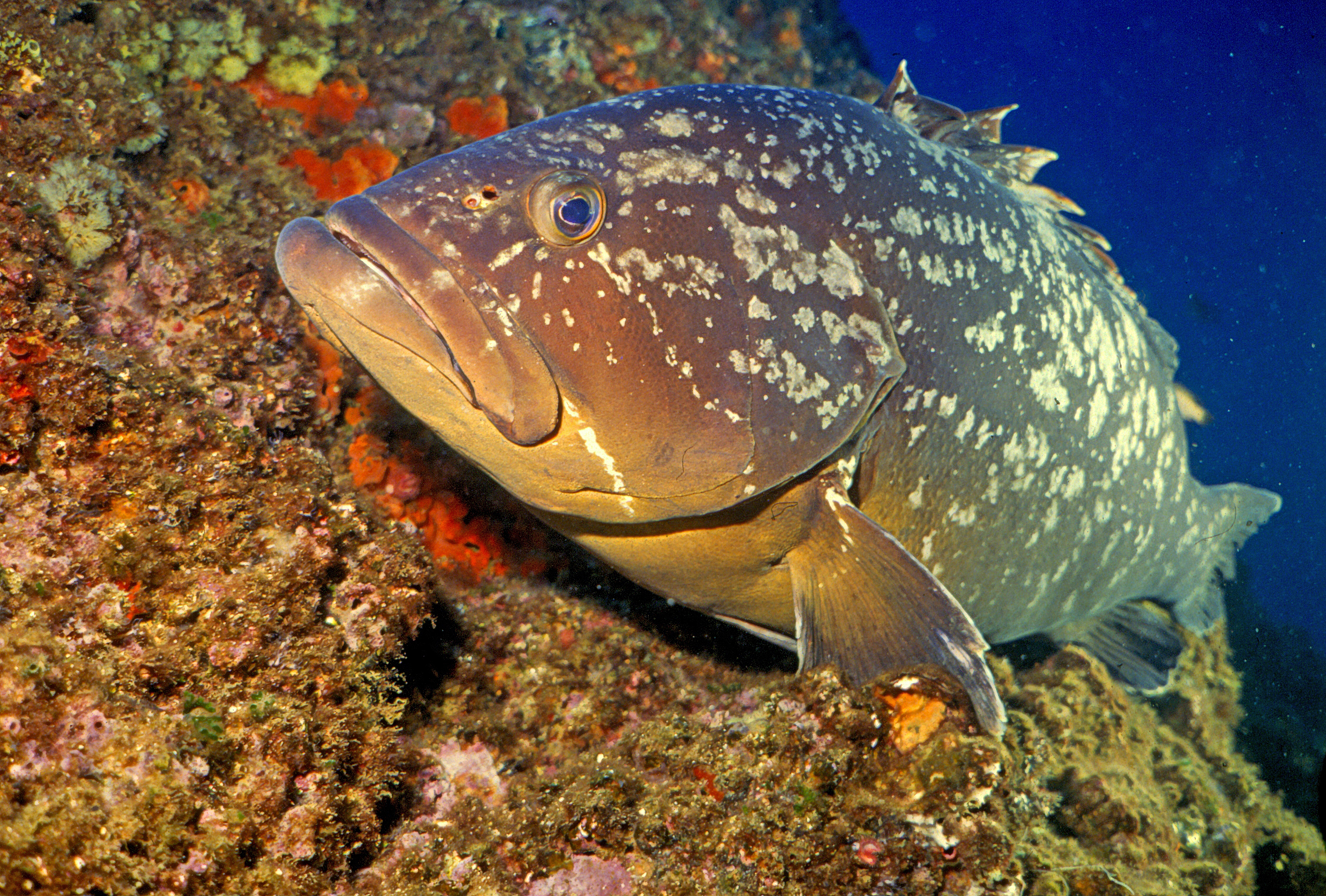
Mérou brun de la même espèce que « Jojo le mérou » du film Le Monde du silence de 1956.

Jacques-Yves Cousteau ne se définissait pas comme un scientifique mais comme un « marin, technicien océanographique et cinématographique ». Il se disait amoureux de la nature, particulièrement de la mer, en reconnaissant que sa vision avait évolué avec son époque, de l'explorateur-chasseur et pêcheur au logisticien pour scientifiques et protecteurs. Avec son grand sourire, et au travers de la télévision, il fit découvrir la vie du « continent bleu » à des millions de spectateurs et téléspectateurs. Son fils Jean-Michel a déclaré à ce sujet : « C’est lui qui nous a fait découvrir la beauté de notre planète océan, qui nous a amenés à prendre conscience du rôle déterminant de la mer, de son impact sur l’environnement et le climat. C’est lui qui nous a suggéré de modifier nos comportements. »

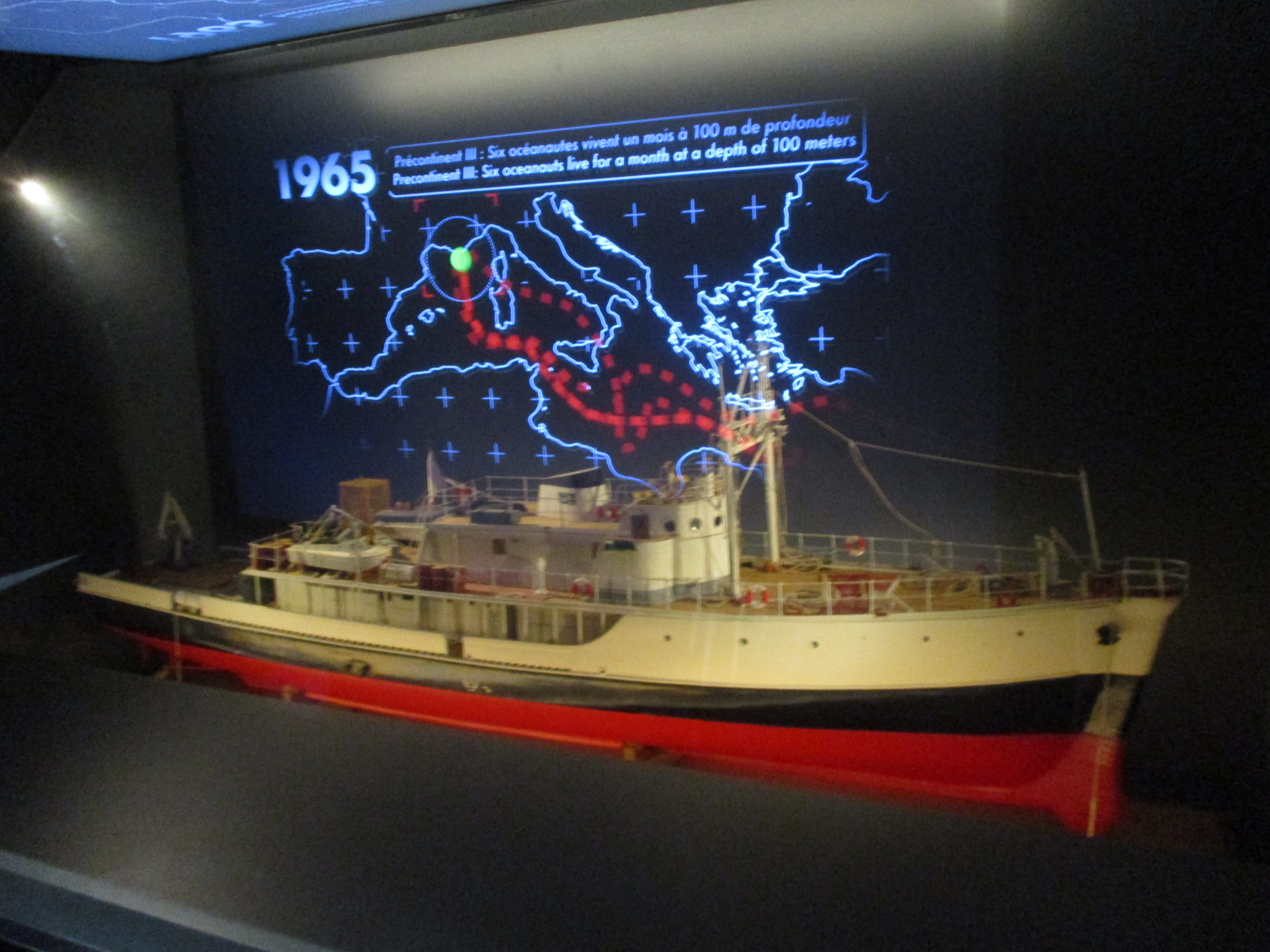
Modèle réduit de la Calypso du musée océanographique de Monaco.

Il reçoit pour ses actions plusieurs prix et est invité au sommet de Rio en 1992. Vers la fin de sa vie, il se consacre à trouver des voies positives pour l’avenir de l’humanité, en écrivant notamment L'Homme, la Pieuvre et l'Orchidée en collaboration avec Susan Shiefelbein. Mais il devient pessimiste ; il affirme ainsi à Yves Paccalet : « Une terre et une humanité en équilibre, ce serait une population de cent à cinq cents millions de personnes mais éduquées et capables d'auto-subsistance. Le vieillissement de la population n'est pas le problème. C'est une chose terrible à dire mais pour stabiliser la population mondiale, nous devons perdre 350 000 personnes par jour. C'est une chose horrible à dire mais ne rien dire l'est encore plus. Paccalet ira encore plus loin dans cette direction avec son livre L’Humanité disparaîtra, bon débarras !. » Il reste l'une des grandes figures de la seconde moitié du XXe siècle pour la découverte et l'exploration des mondes sous-marins.

## Caractère, postérité et critiques

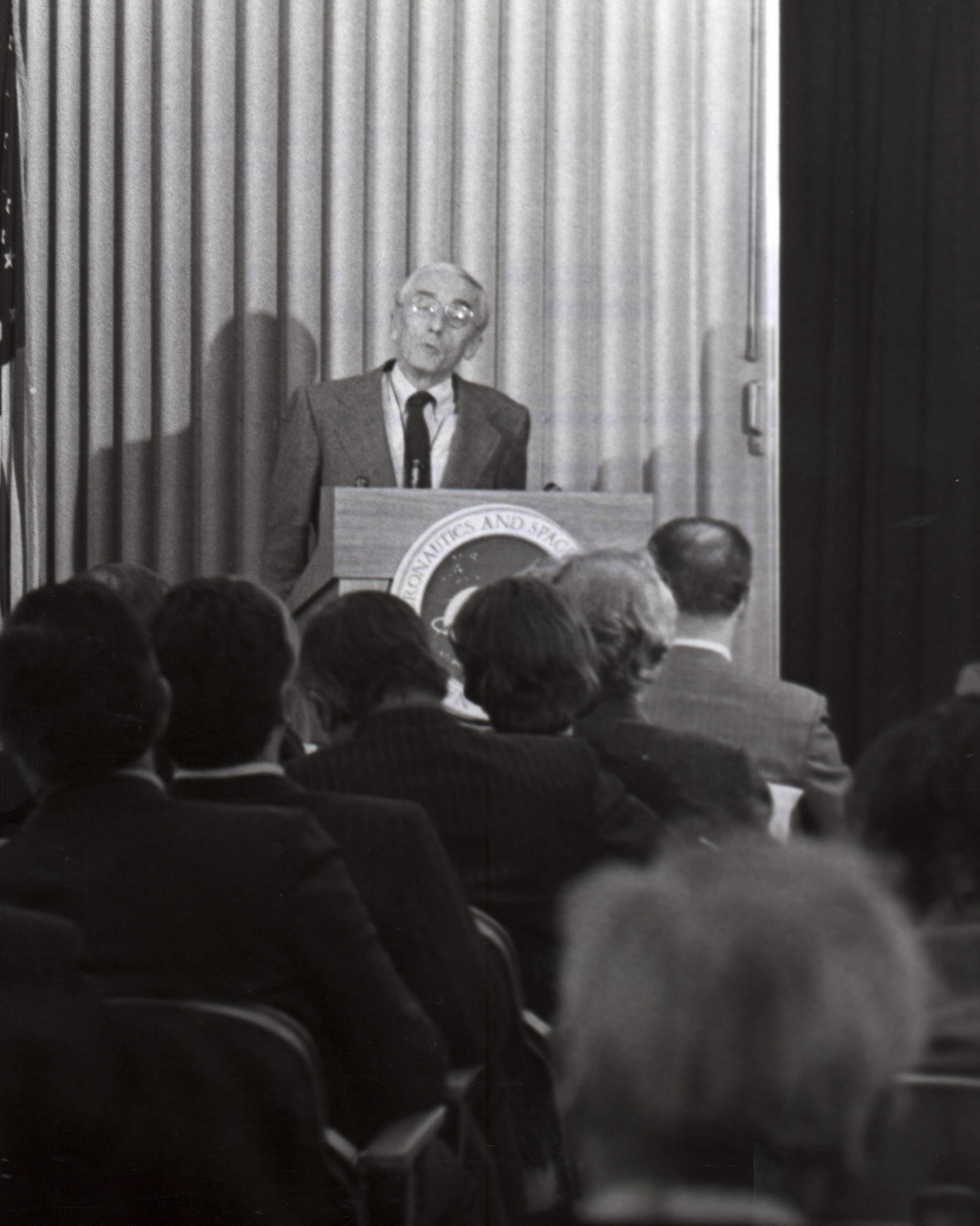
Cousteau lors d'une conférence de presse en 1973.

Le commandant Cousteau est classé de son vivant et après sa disparition aux sommets entre autres des personnages célèbres, personnalités préférées des Français et des Plus Grand Français de tous les temps.
Selon les témoignages de ses proches, de ses employés et de ses compagnons, recueillis par ses biographes, Jacques-Yves Cousteau était un homme extrêmement vif et sensible, fougueux et parfois insouciant, véritable « animal d’action » d’une remarquable intelligence, « don redoutable à l’égal de la beauté », mais aussi d’une humeur pouvant être très contrastée, tantôt généreuse, chaleureuse, charmante, aimant ses interlocuteurs, l’humanité, la planète… tantôt sèche, tranchante et méprisante, capable d’étaler devant des journalistes sa colère y compris envers son propre fils Jean-Michel.
Soucieux de son image, Cousteau a maladroitement tenté de cacher les « zones d’ombres » de sa vie comme le parcours de son frère Pierre-Antoine (un « antisémite de plume », rédacteur en chef du journal collaborationniste Je suis partout, condamné à mort à la 
Libération, puis gracié en 1954),, ses propres opinions pendant la guerre (celles de toute une génération intoxiquée par la propagande de Vichy), les conditions de tournage des films Par dix-huit mètres de fond et Épaves réalisés en 1942-1943 sous la surveillance et avec l'accord de la Kriegsmarine, mais aussi, après la guerre, son côté homme d'affaires et prospecteur industriel (campagne de 1954 dans le golfe Persique pour B.P.), sa séparation de son épouse Simone, sa seconde famille avec Francine Triplet ; il n'a pas su concilier ses deux descendances et empêcher qu’elles se déchirent après lui. Malgré ses efforts, ces informations sont néanmoins resté accessibles aux investigateurs, donnant du grain à moudre aux « biographes non autorisés ».
La politique risquant de faire ressurgir ces « zones d’ombre », Cousteau évite de s'y engager (dans les rangs des écologistes), affirmant qu’il ne doit pas prendre parti car l’environnement est l’affaire de tous. Cette attitude lui vaudra de sévères critiques.
Enfin, la médiation scientifique au moyen du livre, de la télévision et du cinéma expose aussi Cousteau aux critiques. On lui a reproché d’avoir des prête-plume, bien qu’il ait cité leurs noms et que plus d’un, comme James Dugan (en) ou Yves Paccalet, lui doivent en partie leur notoriété ; cinéma et télévision exigent de mettre en scène l’équipe de la Calypso, Cousteau avec son bonnet rouge de scaphandrier (et, au début, sa pipe), André Laban avec son crâne chauve et son violoncelle, Albert Falco, les fils Cousteau… Selon Jacques Constans, ce n’était pas un culte de la personnalité (ou des personnalités) mais, à la demande des commanditaires comme Ted Turner, un moyen d’amener les spectateurs à « adopter » l’équipe. C’est pourquoi, dans beaucoup d’épisodes de L'Odyssée sous-marine de l'équipe Cousteau, conçus pour passer à la télévision à l’heure du dîner, il y a une scène de repas au carré du bateau.

Sur ce point, l’œuvre audio-visuelle de l’équipe Cousteau a elle aussi été contestée : 

« C’est alors que montent les premières protestations, qui virent parfois à l’injure. On convoque le commandant au tribunal de la science. Des experts, plus ou moins patentés, lui reprochent à grands cris des erreurs de détail, des raccourcis mensongers, des approximations inqualifiables…. »

 Ainsi, bien des scènes du film Le Monde du silence (comme le massacre de requins, la pêche à la dynamite, la lacération de cachalots, la destruction de corail, la mise en danger des tortues marines, le doublage d’un indigène des Maldives ou des Seychelles en « français petit-nègre », ou la scène durant laquelle deux plongeurs pêchent la langouste à 60 mètres de fond. Au retour, l'un est envoyé au caisson de décompression pour remonter d’une immersion à grande profondeur sans respect du palier de décompression, et l’autre va manger les langoustes avec le reste de l’équipage) paraissent critiquables aux yeux de l’opinion occidentale actuelle mais n’ont nullement choqué les spectateurs de 1956, les rapports homme-nature étant alors bien plus « innocemment violents » qu’au début du XXIe siècle.
Après sa disparition, son héritage est victime des divisions internes mais publiques de sa famille (ancienne équipe et descendance de sa première épouse d’un côté, nouvelle équipe et descendance de sa seconde épouse de l’autre) qui entraînent d’une part une bataille juridique et médiatique au sujet de la propriété de l’épave de la Calypso, et d’autre part la parution de biographies « non autorisées » comme L’Homme, la Pieuvre et l’Orchidée.

## Œuvres

### Publications
- J.-Y. Cousteau et Philippe Tailliez, Par dix-huit mètres de fond, Paris, Éditions Durel, 1946 (BNF 31976779).
- J.-Y. Cousteau et Frédéric Dumas, Le Monde du silence, Paris, Éditions de Paris, 1953, 1re éd., 240 p. (BNF 32056175)
- J.-Y. Cousteau et Yves Paccalet, À la recherche de l'Atlantide, Paris, Flammarion, 1981, 302 p. (ISBN 2-08-200444-9)
- J.-Y. Cousteau et Yves Paccalet, La Planète des baleines, Éditions Robert Laffont, septembre 1986, 277 p. (ISBN 978-2-221-04451-3).
- J.-Y. Cousteau et Susan Schiefelbein, L'Homme, la Pieuvre et l'Orchidée, Éditions Robert Laffont, 16 mars 1998, 424 p. (ISBN 978-2-221-08523-3)
- J.-Y. Cousteau et Dominique Serafini, L'Aventure de l'équipe Cousteau en bandes dessinées, vol. 1 à 17, Éditions Robert Laffont, 1985 à 1998

### Filmographie
Jacques-Yves Cousteau a participé à la réalisation de plus d'une centaine de films et a obtenu plusieurs récompenses internationales :
- 1943 : Épaves, meilleur court métrage au Festival de Cannes 1946.
- 1948 : Carnet de plongée, coréalisé avec Marcel Ichac, présenté en compétition au Festival de Cannes 1951[107].
- 1956 : Le Monde du silence, coréalisé avec Louis Malle, Palme d'or du Festival de Cannes et Oscar du meilleur film documentaire 1956.
- 1957 : La Galère engloutie, réalisé par Jacques Ertaud.
- 1958 : Histoire d'un poisson rouge, réalisé par Edmond Séchan Oscar du meilleur court métrage en prises de vues réelles en 1960.
- 1964 : Le Monde sans soleil, de Jacques-Yves Cousteau, Oscar du meilleur film documentaire et Grand prix du cinéma français 1964.
- 1976 : Voyage au bout du monde, troisième et dernier de ses longs métrages, coréalisé avec Philippe Cousteau.
- 1980 : Clipperton, île de la solitude, réalisé par Jacques Ertaud.

## Les navires de Cousteau

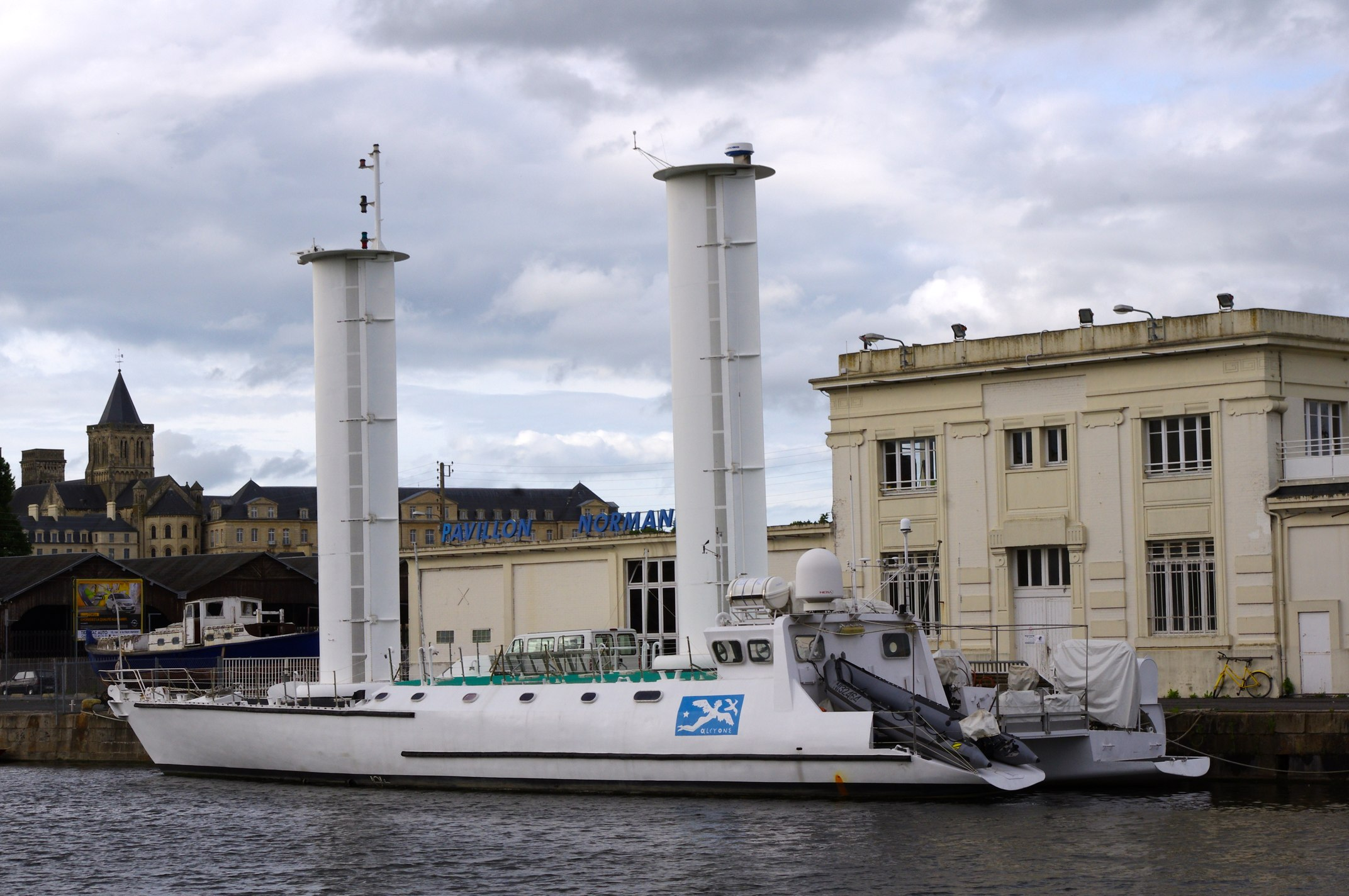
LAlcyone, un navire océanographique à turbovoile expérimental de Cousteau, lancé en 1985.

- La Calypso, un navire océanographique de 1943, acquis en 1949.
- Les SP-350 (1959), SP-500 (1965) et SP-3000 (1966), des sous-marins de poche.
- Le PBY Catalina Calypso II (Flying Calypso), un hydravion à coque bimoteur de type PBY-6A Catalina, acquis en 1974.
- L'Alcyone, un navire océanographique expérimental à turbovoile, conçu par Cousteau et mis à l'eau en 1985.
- La Calypso II, le second projet de bateau océanographique expérimental à turbovoile de Cousteau, arrêté en 1997 à la suite de la disparition du commandant.

## Distinctions et hommages

### Décorations
- Croix de guerre 1939-1945

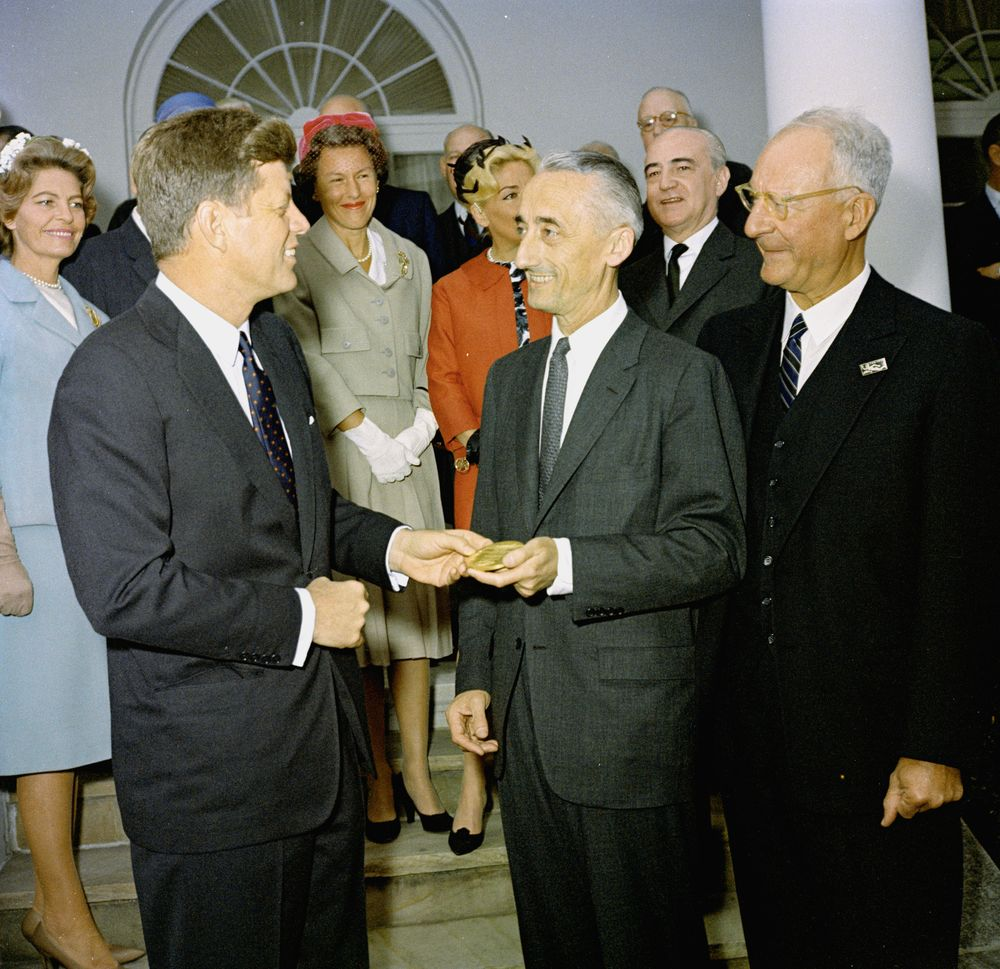
Remise à Cousteau en 1961 de la médaille d'or de la National Geographic Society à la Maison-Blanche, par le président des États-Unis John Fitzgerald Kennedy.

- Médaille d'or spéciale de la National Geographic Society (1961)
- Commandeur de la Légion d'honneur (1972)
- Officier de l'ordre du Mérite maritime (1980)
- Grand-croix de l'ordre national du Mérite (1985)
- Médaille présidentielle de la Liberté (1985)
- Commandeur de l'ordre des Arts et des Lettres
- Compagnon honoraire de l'Ordre d'Australie (26 janvier 1990)[108]

### Honneurs
- BAFTA Fellowship (1975)
- Intégré au Television Hall of Fame (en) (1987)
- Élu à l'Académie française (1988)

### Hommages

#### Lieux, voiries et institutions
- À Saint-André-de-Cubzac, dans la commune de naissance du commandant Cousteau, a été érigée en son hommage une statue sur le rond-point sud, au départ de la route vers Bordeaux, représentant un dauphin tenant dans sa gueule un bonnet rouge.
- En 1991, les universités de Bucarest (Roumanie) et de Chișinău (Moldavie) ont créé chacune une chaire de géonomie nommée « Chaire Cousteau » (« Catedra Jacques-Yves Cousteau »)[109].
- Aux États-Unis, la Réserve nationale de recherche estuarienne Jacques Cousteau (« Jacques Cousteau National Estuarine Research Reserve (en) ») dans le New Jersey, nommée le 20 octobre 1997[110] et inaugurée en 1998, est une vaste réserve de presque 470 km2 qui comprend une grande diversité de milieux naturels terrestres, humides et aquatiques[111]. C'est, en 2024, la seule des 30 réserves de ce type à avoir  été nommée en hommage d’un individu.
- Le 17 novembre 2009, le gouvernement mexicain décide de rebaptiser l'île Cerralvo dans le golfe de Californie au large des côtes de la Basse-Californie du Sud en « Île Jacques Cousteau »[112].
- En 2015 en France, 63 établissements scolaires portent son nom[113]. Son nom a été également attribué à des rues, des places, des quais à Nantes, au Havre, à Bertincourt, à Béziers, Breuil-le-Vert, Bussy-Saint-Georges, Creutzwald, Hennebont, La Garde, Méry-sur-Oise, Rognac...
- En Russie et en Arménie notamment, son nom a été attribué à des rues : une école à Saint-Pétersbourg, à Erevan et à Novaya Usmagne.
- En Espagne, trois rues portent son nom à Madrid, Séville et Murcie.
- L'astéroïde (6542) Jacquescousteau se trouve dans la ceinture principale, entre Mars et Jupiter.
- À Belo Horizonte, un parc est dédié à son nom[114].

#### Dans la musique
- En 1975, le chanteur compositeur américain John Denver rend hommage à l'équipe de la Calypso et à ses recherches dans une chanson intitulée Calypso (en).
- En 1981, le chanteur belge Plastic Bertrand lance un 45 tours sur lequel figure la chanson Jacques Cousteau, en hommage à celui-ci.
- En 1990, le compositeur Jean-Michel Jarre intitule son nouvel album En attendant Cousteau. Il contient les titres Calypso (en trois parties) et En attendant Cousteau, qui dure à lui seul plus de quarante minutes[115].
- En 1992, le groupe de rock français Ange lui dédie une chanson, Bonnet rouge, sortie sur l'album Les larmes du Dalaï Lama[n 6].
- Plusieurs artistes ont également intitulé une de leurs chansons Jacques Cousteau : David Lemaitre, Cuthead, Zoe Lewis, Henry Mena, Hal Cragin, Wiggum, Zoom et d'autres.

#### Au cinéma
La vie de Jacques-Yves Cousteau a inspiré au cinéma les films suivants :
- 2004 : La Vie aquatique (The Life Aquatic with Steve Zissou), film américain parodique réalisé par Wes Anderson, avec Steve Zissou, un océanographe fictif très fortement inspiré du commandant Cousteau[116],[117],[118]. Le film se veut à la fois une parodie et un hommage à Cousteau[119]. Le réalisateur avait déjà fait une allusion au commandant dans Rushmore en 1998.
- 2016 : L'Odyssée, de Jérôme Salle, film français inspiré de la vie de Cousteau (interprété par Lambert Wilson), avec Audrey Tautou (sa première épouse Simone Melchior), et Pierre Niney (son fils  Philippe Cousteau)[120],[121],[117],[118],[122],[123].

#### Parodie
- Dans un épisode de la saison 6 de la web-série Epic Rap Battles of History, Jacques-Yves Cousteau y affronte le chasseur de crocodile Steve Irwin.